# Ford Zephyr
El Ford Zephyr fue un automóvil fabricado por Ford de Gran Bretaña de 1950 a 1972. Inicialmente, la versión de cuatro cilindros se llamaba Ford Consul, pero desde 1962 las versiones de cuatro y seis cilindros se llamaron Zephyr y el nombre Consul se suspendió en esta línea de automóviles.
El Zephyr, y sus variantes de lujo, el Ford Zodiac y el Ford Executive, fueron los automóviles de pasajeros más grandes en la oferta británica de Ford desde 1950 hasta su reemplazo por los nuevos modelos Consul y Granada en 1972.

## Historia
Los modelos Mark I Ford Consul y Zephyr se exhibieron por primera vez en el Earls Court Motor Show de 1950. Fueron los primeros automóviles británicos en usar en su producción en masa suspensión delantera independiente MacPherson Strut, usada hoy en día ampliamente  por la industria automotriz. La producción comenzó con el Consul el 1 de enero de 1951. El modelo Mark I se ensambló hasta 1956. A partir de abril de 1956, los Cónsul Mark II, Zephyr y Zodiac salieron a la venta y fueron conocidos como las «Tres Gracias». La gama Mark II fue popular y su fabricación terminó en 1962, cuando a partir de abril de ese año fueron sustituidos por los Mark III Zephyr 4, Zephyr 6 y Zodiac. La marca Consul desapareció y el primer Ford Zephyr de cuatro cilindros llenó el lugar de ese automóvil en la línea de producción de Ford Gran Bretaña. Mientras que el Mark II Zephyr y los Zodiacs habían compartido la misma carrocería (el Consul tenía protectores delanteros y mamparo más cortos), el nuevo Zodiac y Zephyrs lanzados en 1962 compartían pocos paneles de cuerpo. Con el Mark III, Ford finalmente resolvió los problemas que habían acosado a los modelos anteriores (los ejes Mark I y las cajas de cambios Mark II eran conocidas por su fragilidad) y el Mark III demostró ser el más popular y duradero de la gama. El modelo se vendió a un ritmo igual o mejor que el Mark II, tanto en el Reino Unido como en el extranjero, pero estuvo en producción por un tiempo más corto. Durante los últimos meses de producción, se agregó una versión ejecutiva de gama alta al Mark III. El modelo Mark III se suspendió en enero de 1966 y la versión completamente nueva Zephyr-Zodiac Mark IV se lanzó en abril de 1966. El diseño de este automóvil anticipó la posterior gama Consul-Granada con motores V y suspensión trasera independiente, pero el desarrollo del modelo fue apresurado y esto se reflejó en su durabilidad. Fue uno de los primeros autos de precio medio en contar con frenos de disco traseros.
Aunque nunca hubo una producción estadounidense del Ford Zephyr, éste se importó en un número muy limitado a EE. UU. Y el nombre en sí, ha aparecido en otros automóviles estadounidenses de Ford. El primer uso del nombre de Zephyr había sido en 1936 con el Lincoln-Zephyr, un compañero más pequeño del sedán Lincoln, seguido a fines de la década de 1970 por el Mercury Zephyr, una versión exclusiva del Ford Fairmont. El nombre de Lincoln Zephyr resucitó para un modelo de 2006, pero se cambió a Lincoln MKZ al año siguiente.

## Mark I

### Zephyr Six (o Zephyr Mark I)

#### Modelo EOTTA
El primero de la gama Zephyr fue una versión alargada del Consul de cuatro cilindros de 1.508 cc, con un motor de seis cilindros de 2.262 cc y una potencia de 68 CV. Al igual que el Consul, el Zephyr vino con una caja de cambios de tres velocidades, controlada por una palanca montada en el volante de dirección. El diseño de la suspensión delantera empleaba lo que luego se conocería como puntales MacPherson, mientras que la suspensión trasera tenía una configuración más convencional, utilizando un eje vivo con muelles semielípticos. El automóvil podía alcanzar poco más de 130 km/h.
El Ford Zephyr Six estaba disponible en versión sedan 4 puertas, con una versión convertible con techo eléctrico fabricada por la empresa carrocera Carbodies, y una camioneta familiar fabricada por la empresa carrocera Abbotts de Farnham, vendida como «Farnham»..
Además de la principal fábrica británica de Ford en Dagenham, el Cónsul y Zephyr se montaron en la fábrica de Seaview de Ford Nueva Zelanda en Lower Hutt, a partir de kits CKD. Cuando la recién coronada reina Isabel II visitó Nueva Zelanda como parte de una gira por la Commonwealth, a principios de la década de 1950, fue fotografiada observando cómo los Zephyrs eran manufacturados en la planta neozelandesa.
En 1953, un Ford Zephyr Six conducido por Maurice Gatsonides ganó el Rally de Montecarlo, derrotando a un Jaguar Mark VII que quedó en el segundo lugar de la carrera. Dos años más tarde, un Ford Zephyr Six conducido por Vic Preston y D.P. Marwaha ganó el Rally Safari de África Oriental.

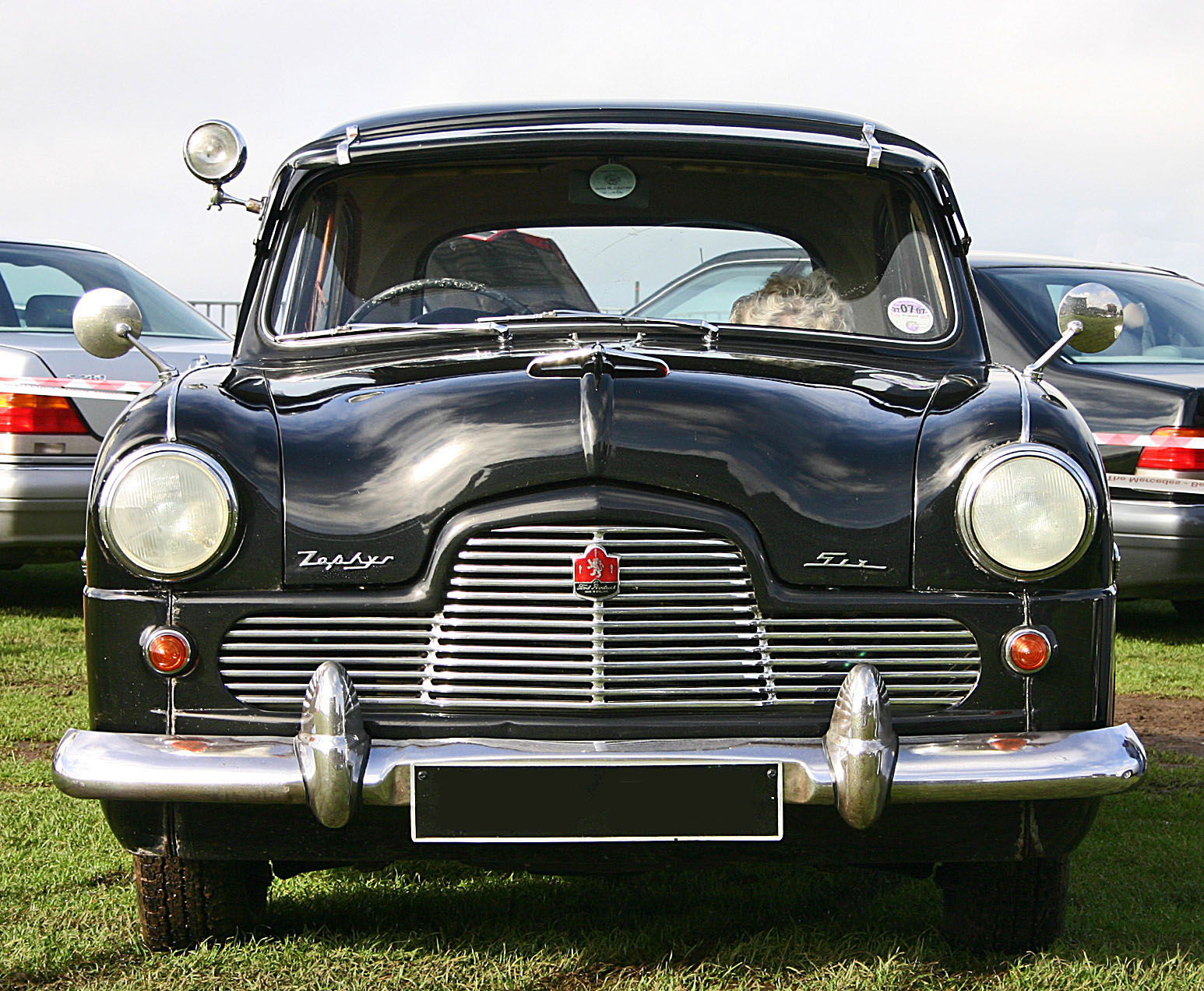
Ford Zephyr Mark I
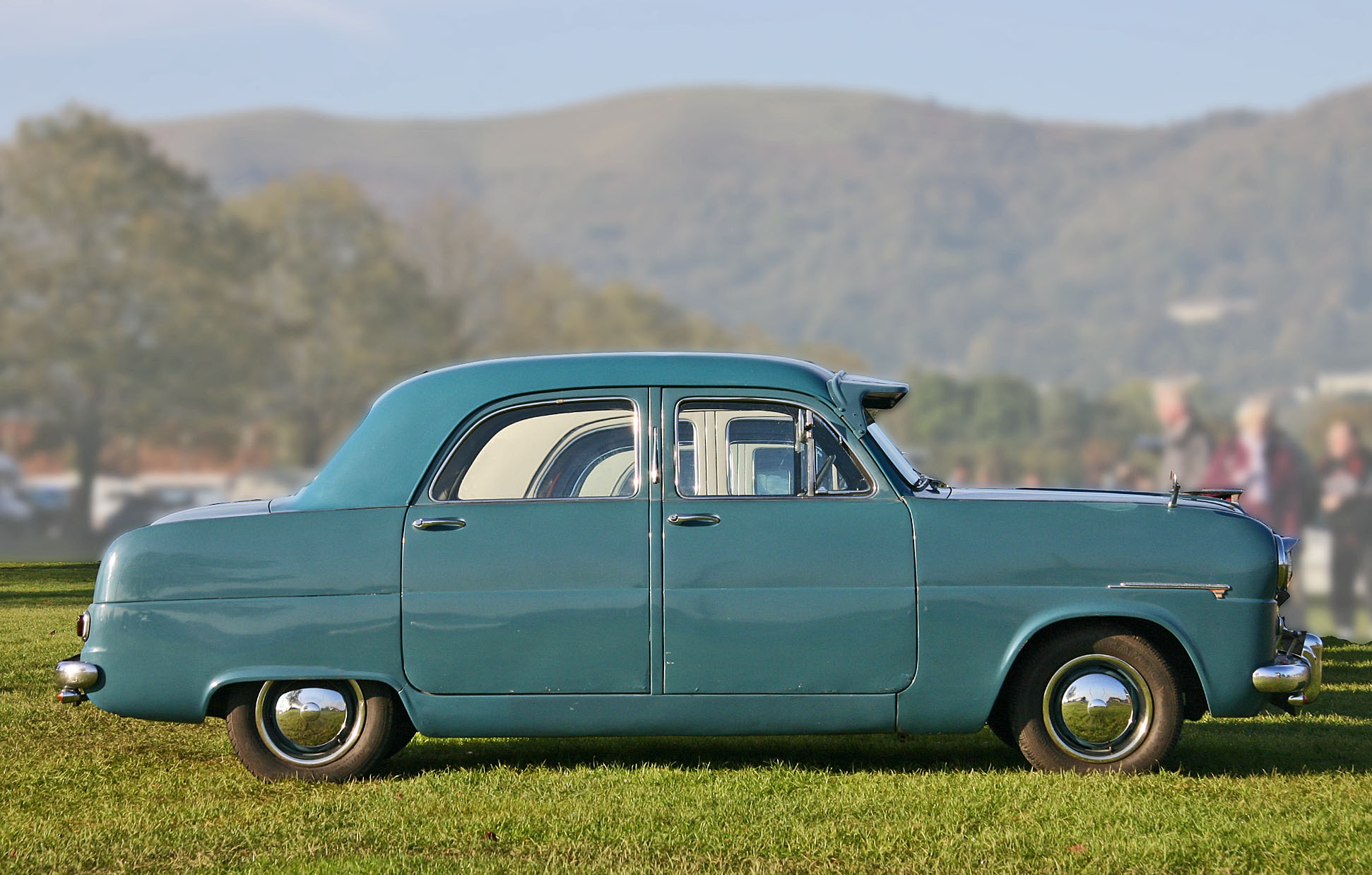
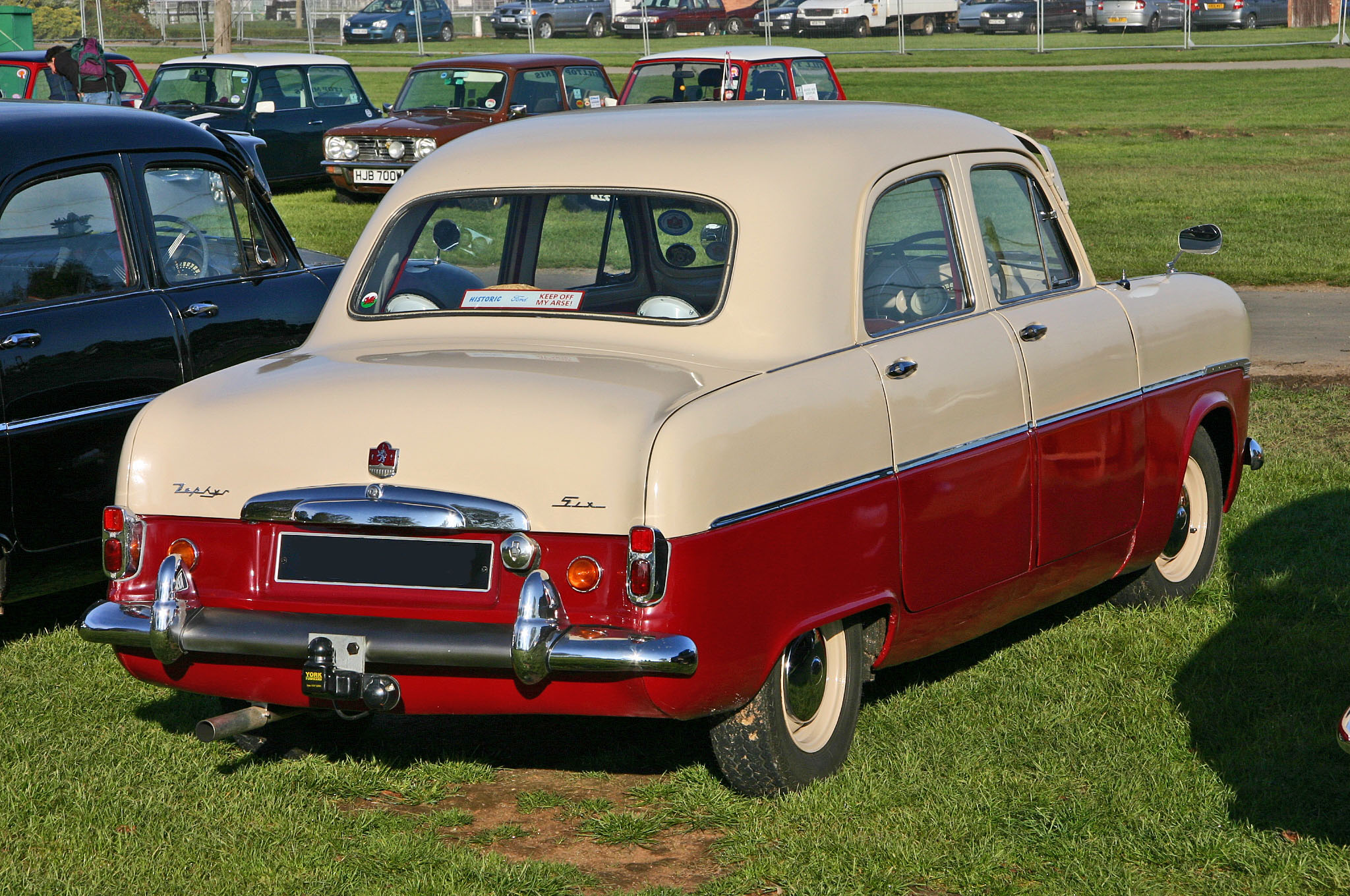
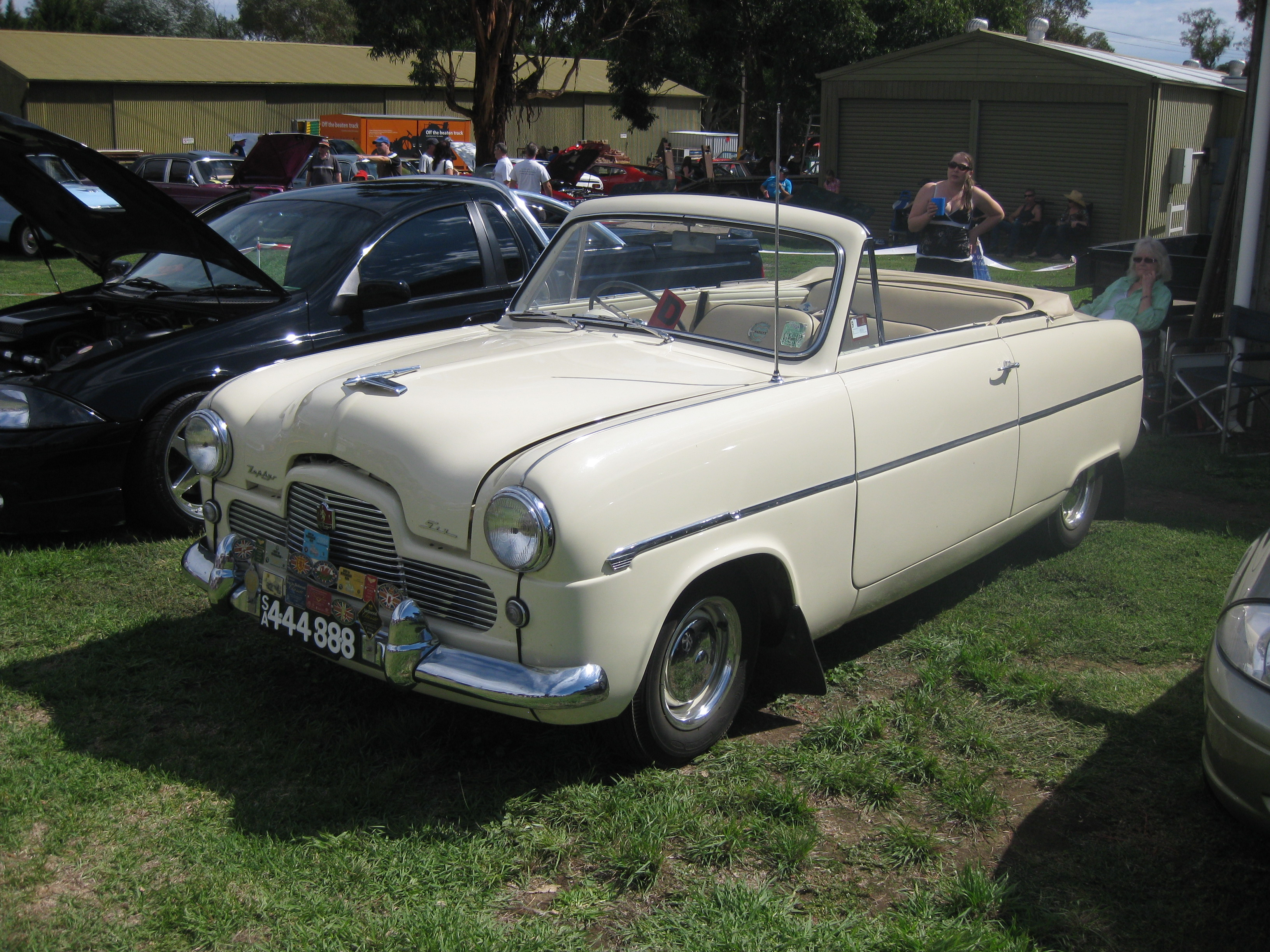
Ford Zephyr Convertible (Mark I)

### Zephyr Zodiac (oZodiac Mark I)

#### Modelo EOTTA
El Zephyr Zodiac (o Zodiac Mark I) fue una versión de lujo del Zephyr lanzado en el Salón del Automóvil de Londres del otoño de 1953. Tenía pintura en dos tonos, tapicería de cuero, calefacción, lavaparabrisas, neumáticos de banda blanca y luces delanteras deportivas. El motor tenía una relación de compresión más alta, 7.5: 1 en lugar de 6.8: 1, aumentando la potencia máxima a 71 CV.
Un automóvil probado por la revista The Motor en 1955 tenía una velocidad máxima de 130 km/h y podía acelerar de 0-97 km/h en 20.2 segundos, con un consumo de combustible de 12.7 L/100 km. El auto de prueba costaba en Reino Unido £ 851.
|                    |
| Ford Zodiac Mark I |

|                       |
| Vista lateral trasera |

|                        |
| Ornamento de un Zodiac |

## Mark II

### Zephyr Mark II

#### Modelo 206E
En 1956, los Consul, Zephyr y Zodiac fueron rediseñados. Los motores de los automóviles de 6 cilindros se ampliaron a 2.553 cc, con una potencia de salida aumentada a 86 CV. La distancia entre ejes se incrementó 76 mm a 2.700 mm y el ancho aumentó a 1.800 mm. La distribución del peso y el círculo de giro también mejoraron. La velocidad máxima aumentó a 142 km/h y el consumo de combustible también mejoró a 10 L/100 km.
El Zodiac y el Zephyr también se ofrecieron en dos estilos de carrocería, «Highline» y «Lowline», según el año de fabricación; la diferencia era de 44 mm medidos desde la altura del panel del techo. La variante "Highline" presentaba un panel de instrumentos redondos, mientras que la "Lowline" tenía un panel más rectangular.
Además de una caja de cambios manual de 3 velocidades, se ofrecía una sobremarcha opcional y, desde 1956, una transmisión automática Borg Warner DG. Al principio, los frenos de tambor se instalaron en todas las ruedas (con un área de revestimiento más grande de 950 cm²), pero los discos delanteros se volvieron opcionales en 1960, y estándar a partir de mediados de 1961. 
Se ofreció una versión convertible de dos puertas con techo motorizado. Debido a las debilidades estructurales inherentes a las carrocerías de los autos convertibles, se sabe que pocos sobrevivieron.
Un convertible con sobremarcha probado por la revista The Motor en 1961 alcanzó una velocidad máxima de 142.1 km/h y podía acelerar de 0-97 km/h en 17 segundos. Se registró un consumo de combustible de 11.5 L/100 km. El auto de prueba costaba en Reino Unido £ 1.193.

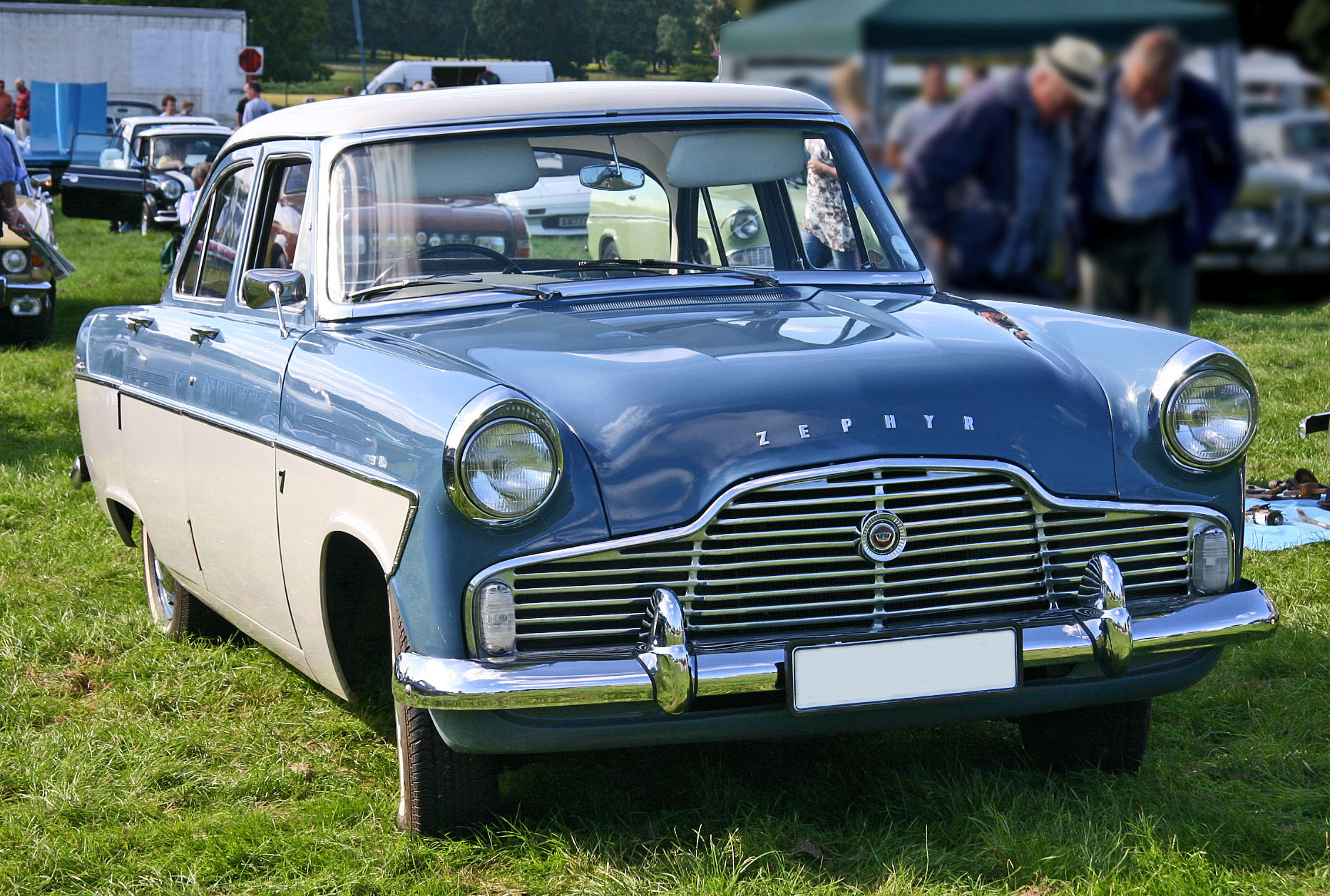
Ford Zephyr Mark II "Lowline" sedán
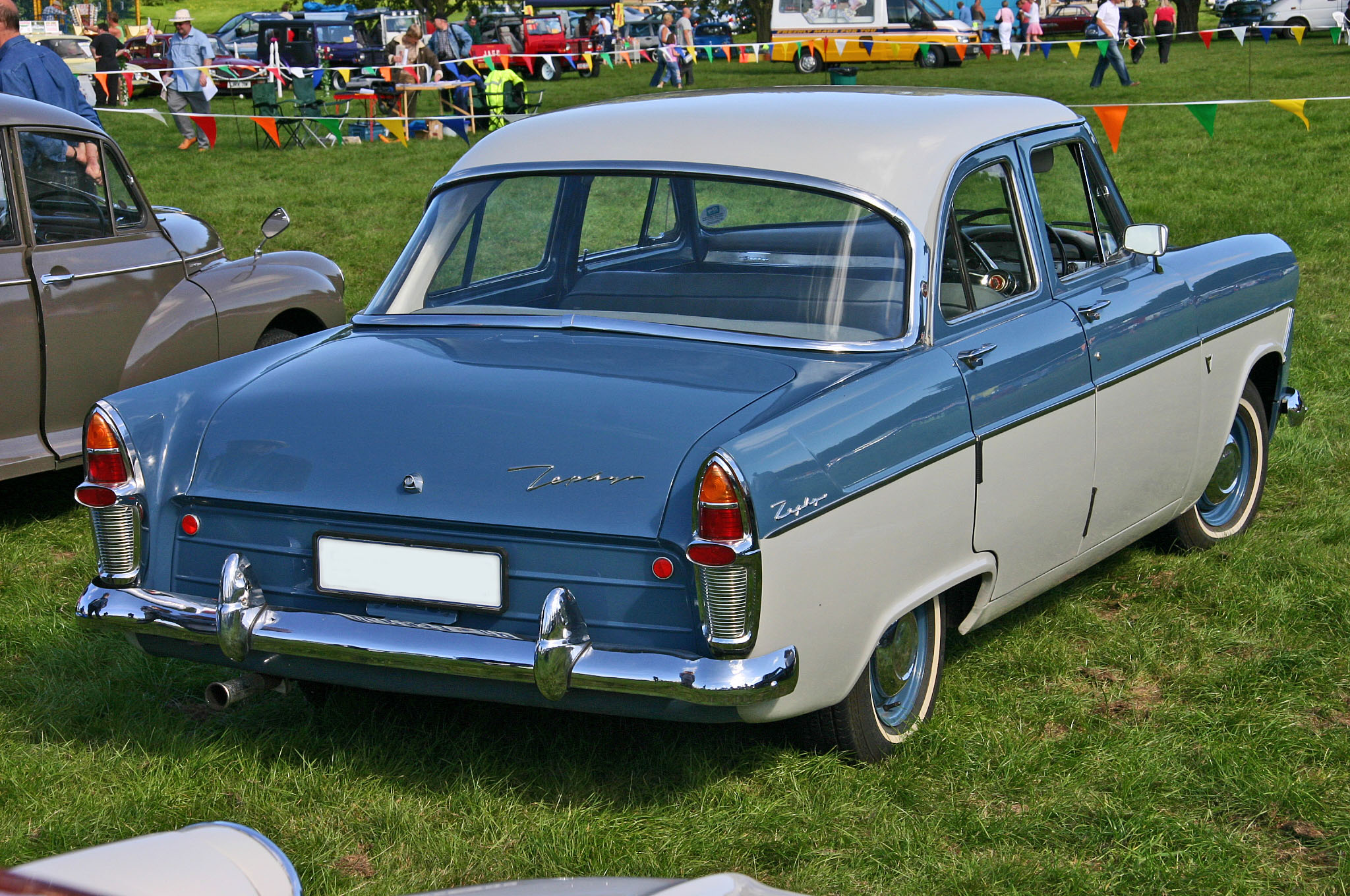
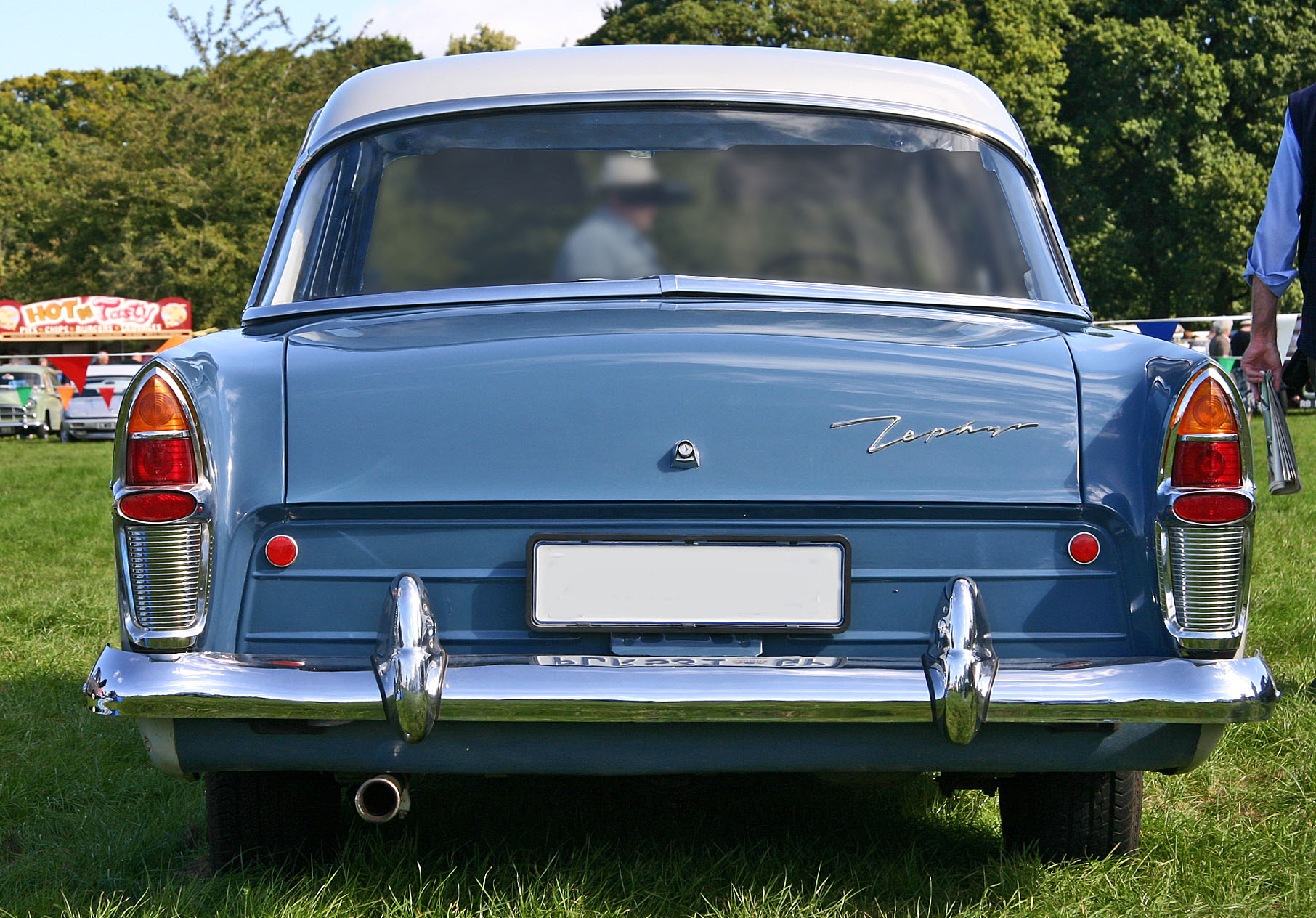
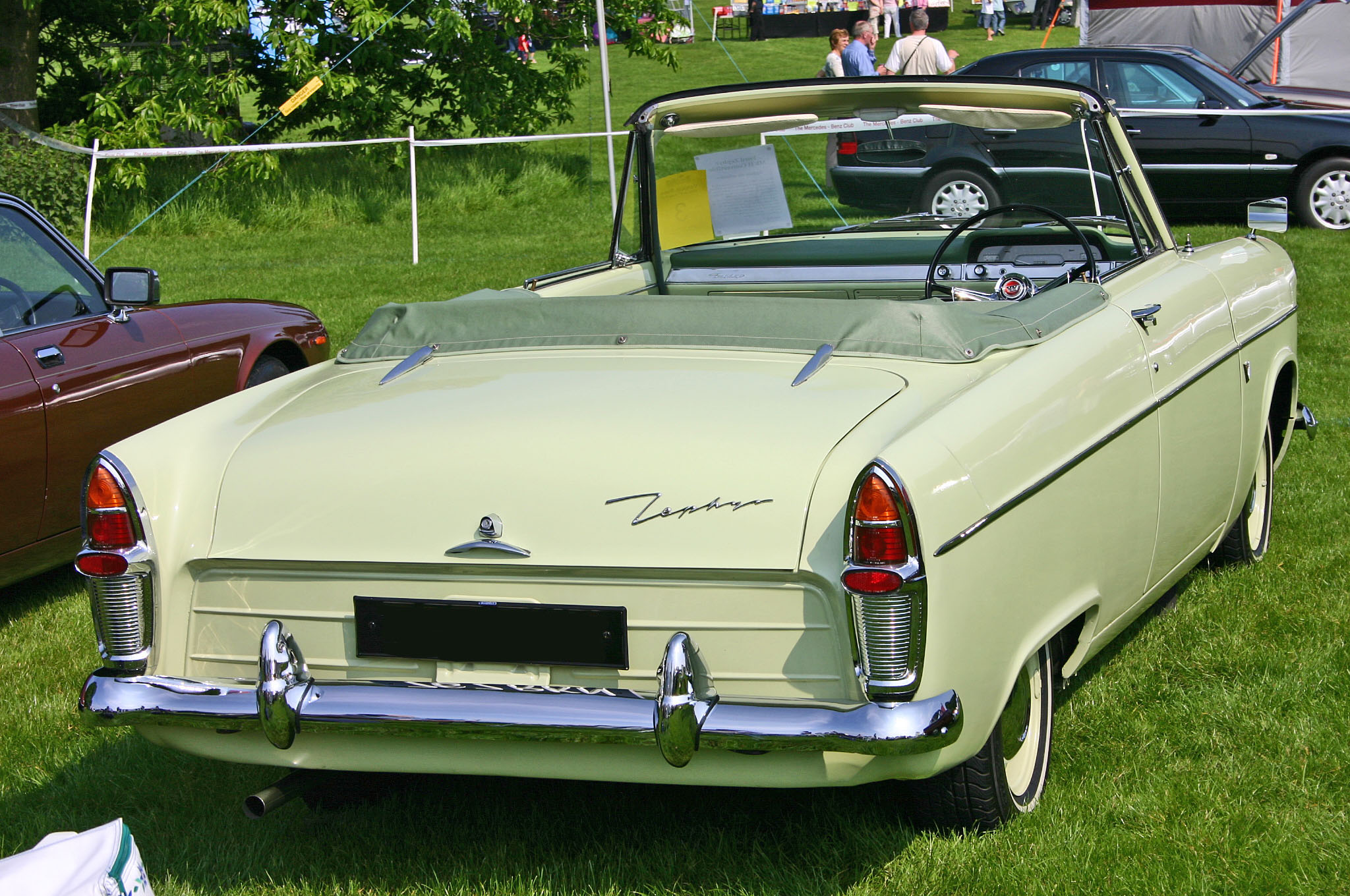
Ford Zephyr Mark II convertible
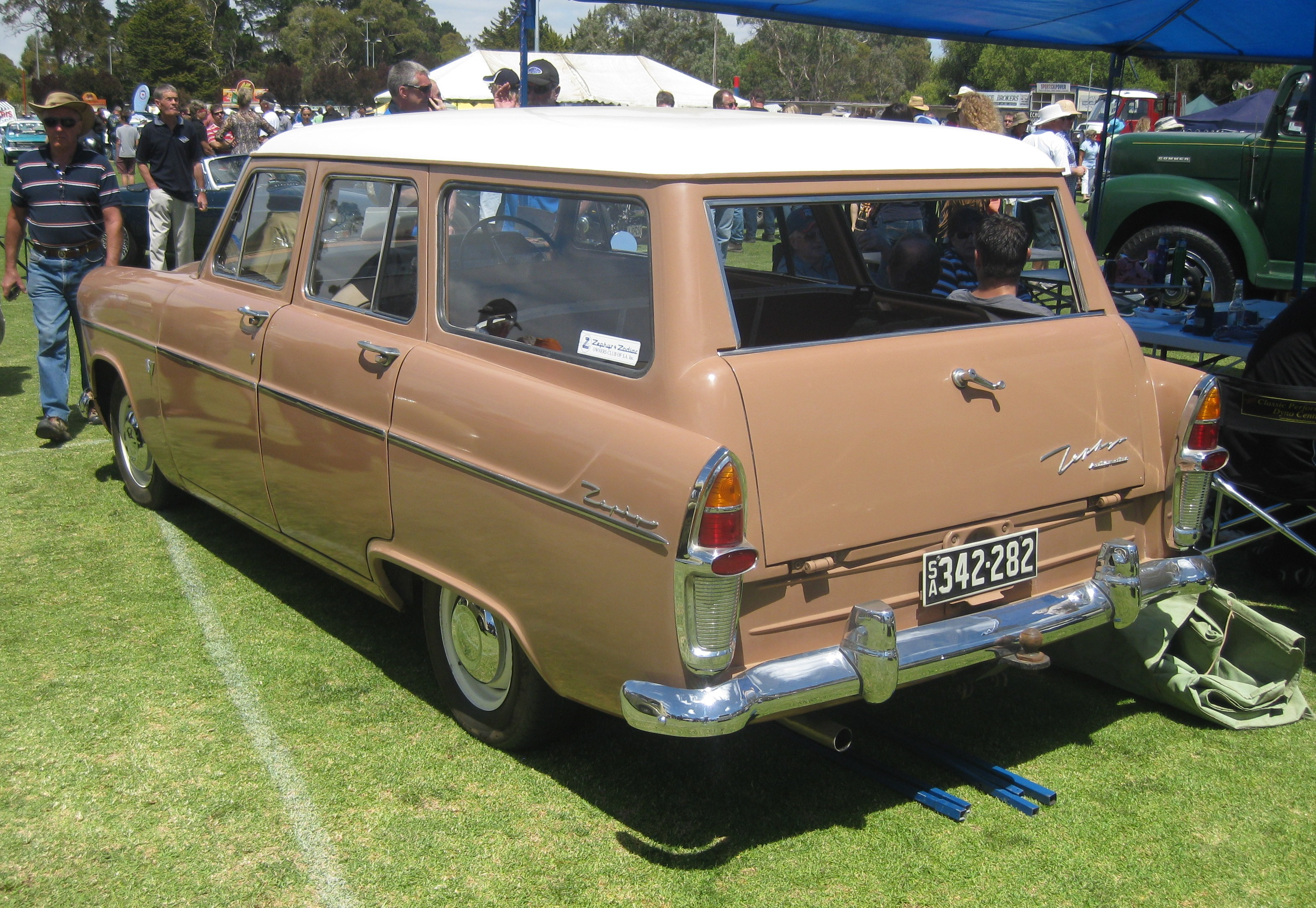
Camioneta familiar Ford Zephyr Mark II Station Wagon fabricada en Australia
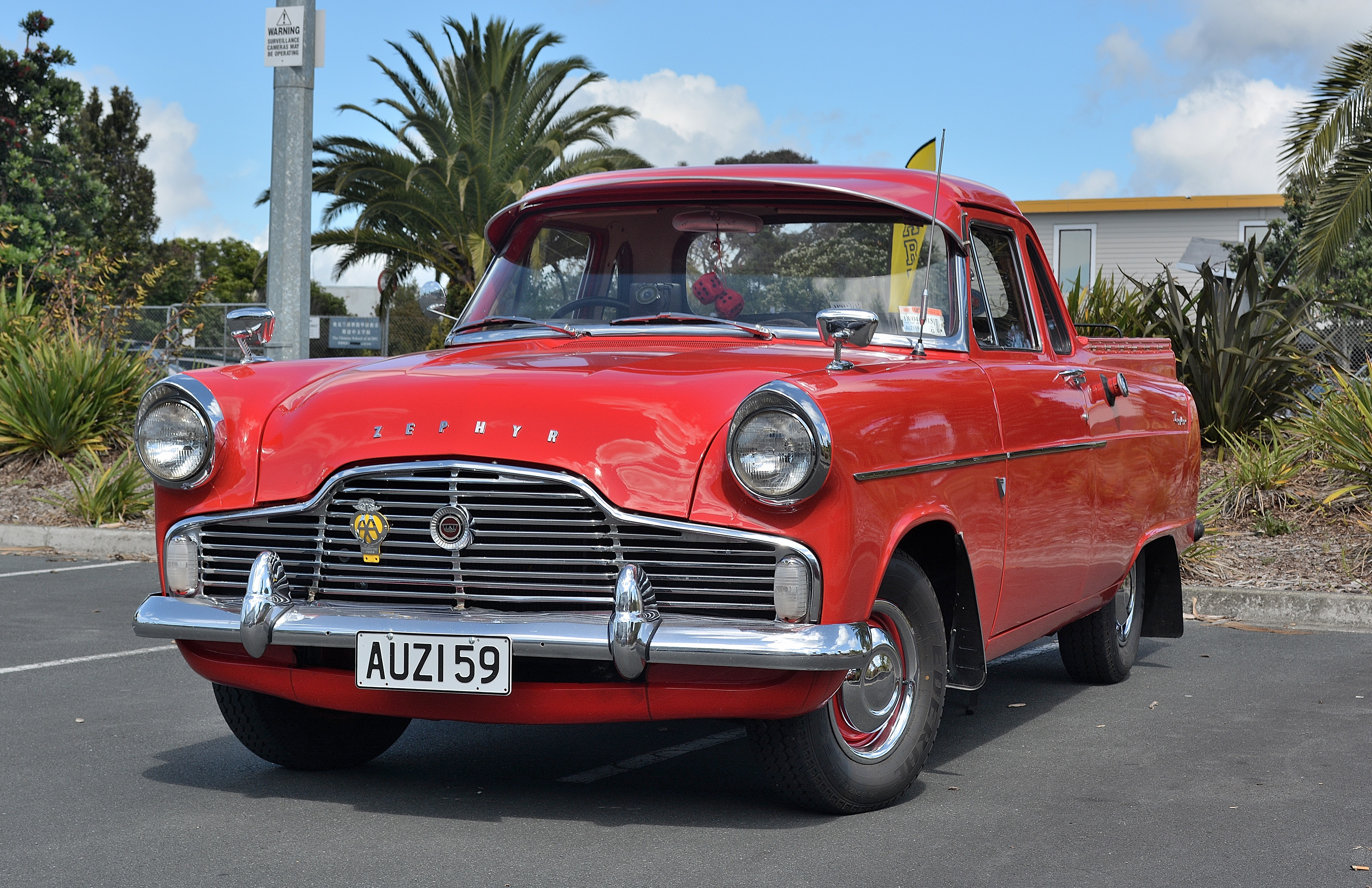
Ford Zephyr Mark II pickup cupé fabricado en Australia

### Zodiac Mark II

#### Modelo 206E
El Mark II Zodiac se modificó ligeramente para distinguirlo de las variantes menores, con un estilo de cola más elaborado y en la parte delantera una parrilla diferente. Las lámparas auxiliares y los espejos retrovisores se eliminaron de la gama Zodiac, pero conservaron pintura de dos tonos, llantas de bandas blancas, adornos cromados en las ruedas e insignias doradas.
Un automóvil probado por la revista británica The Motor en 1956 logró una velocidad máxima de 141.5 km/h y podía acelerar de 0-97 km/h en 17.1 segundos. Se registró un consumo de combustible de 13.1 L/100 km. El auto de prueba costaba en Reino Unido £ 968.

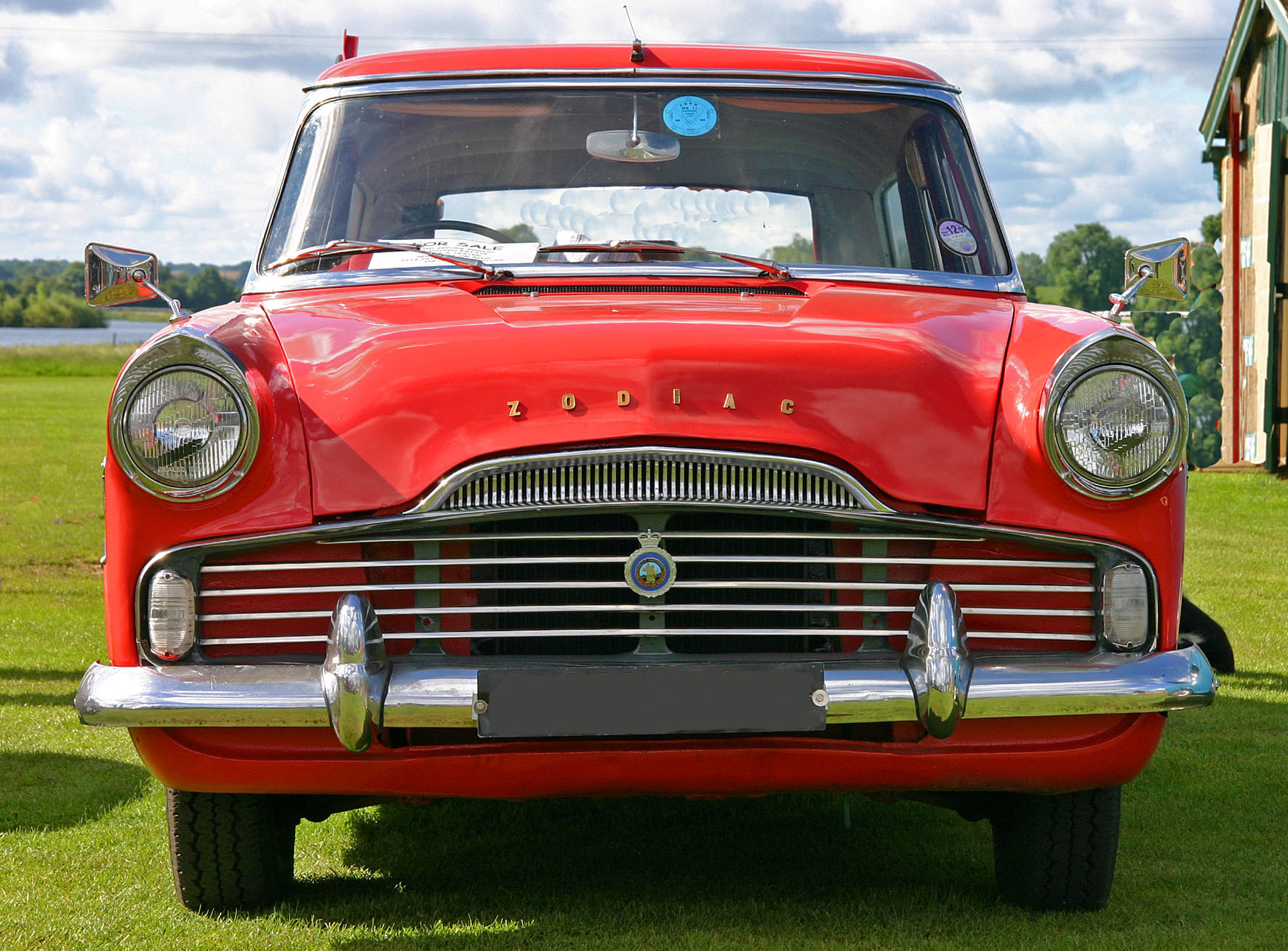
Zodiac Mark II
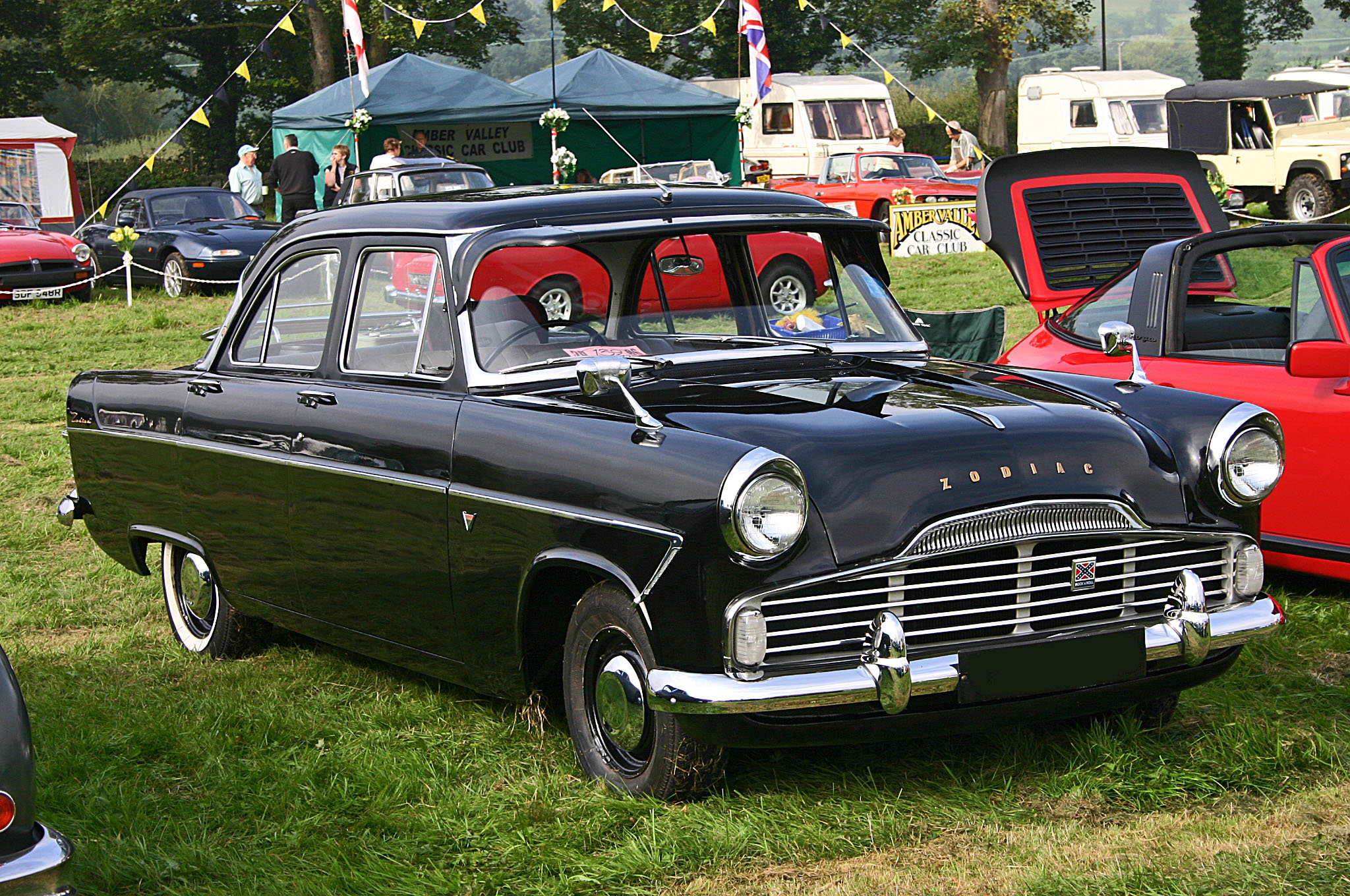
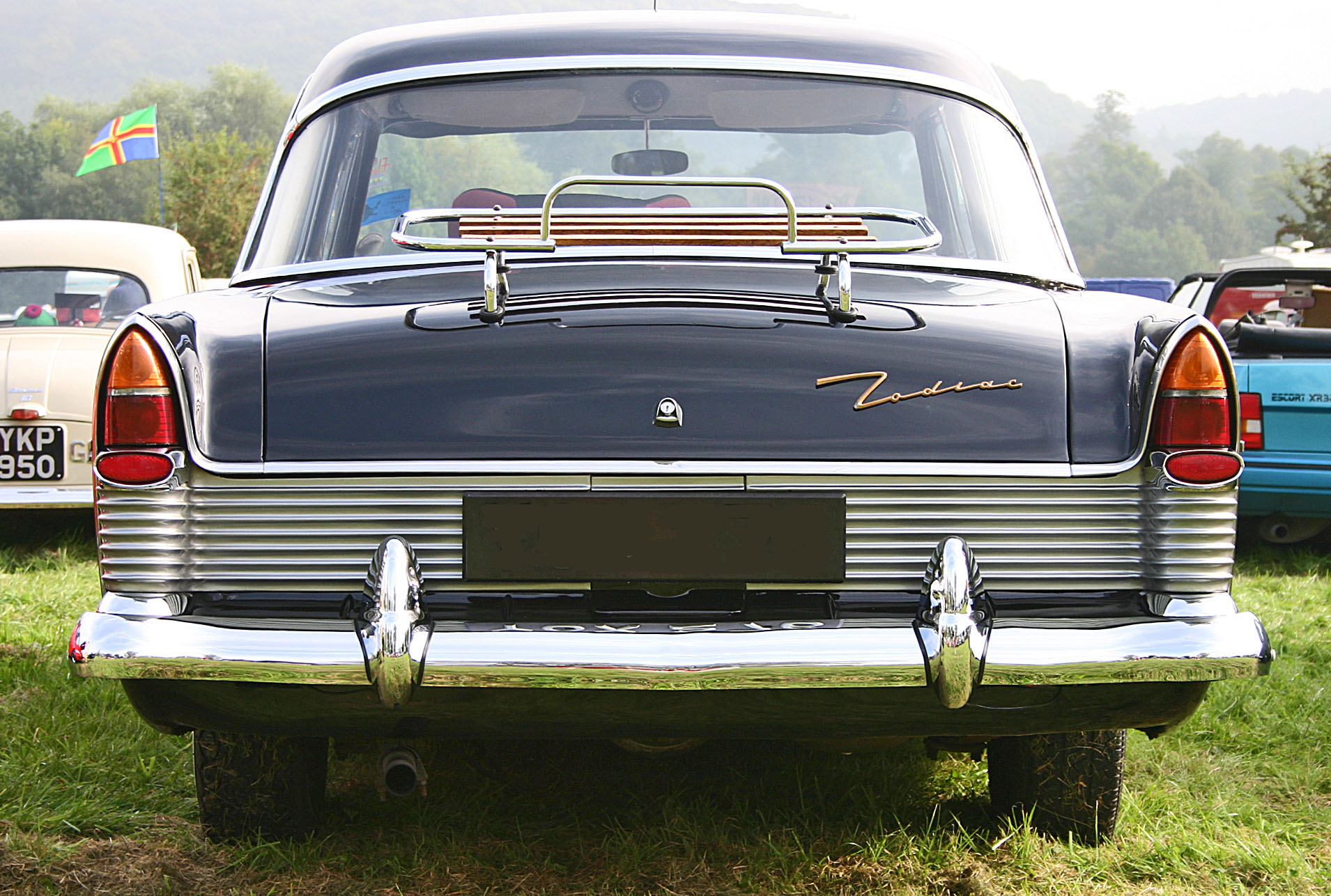
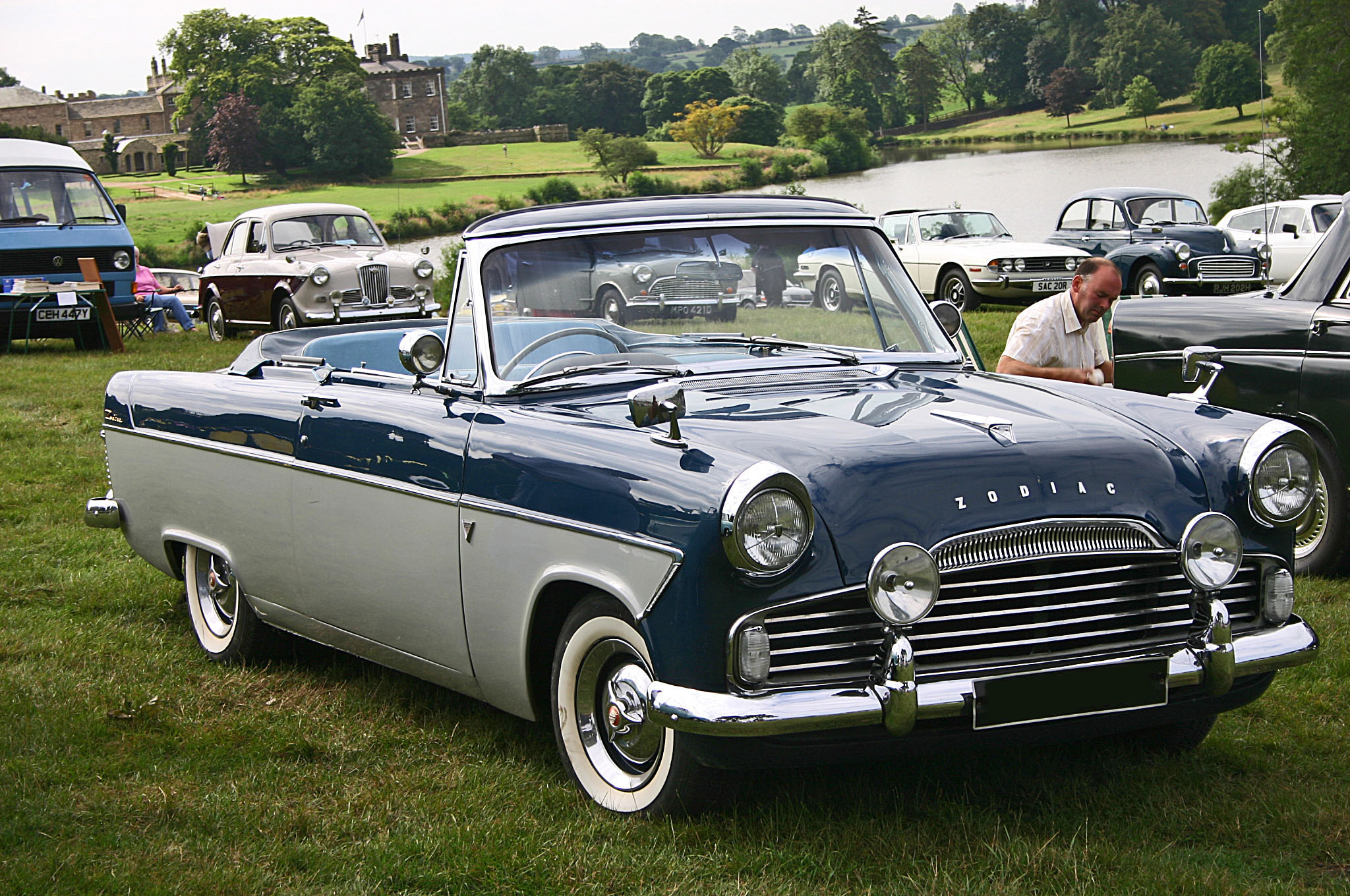
Convertible Zodiac

### Carrocerías Abbott

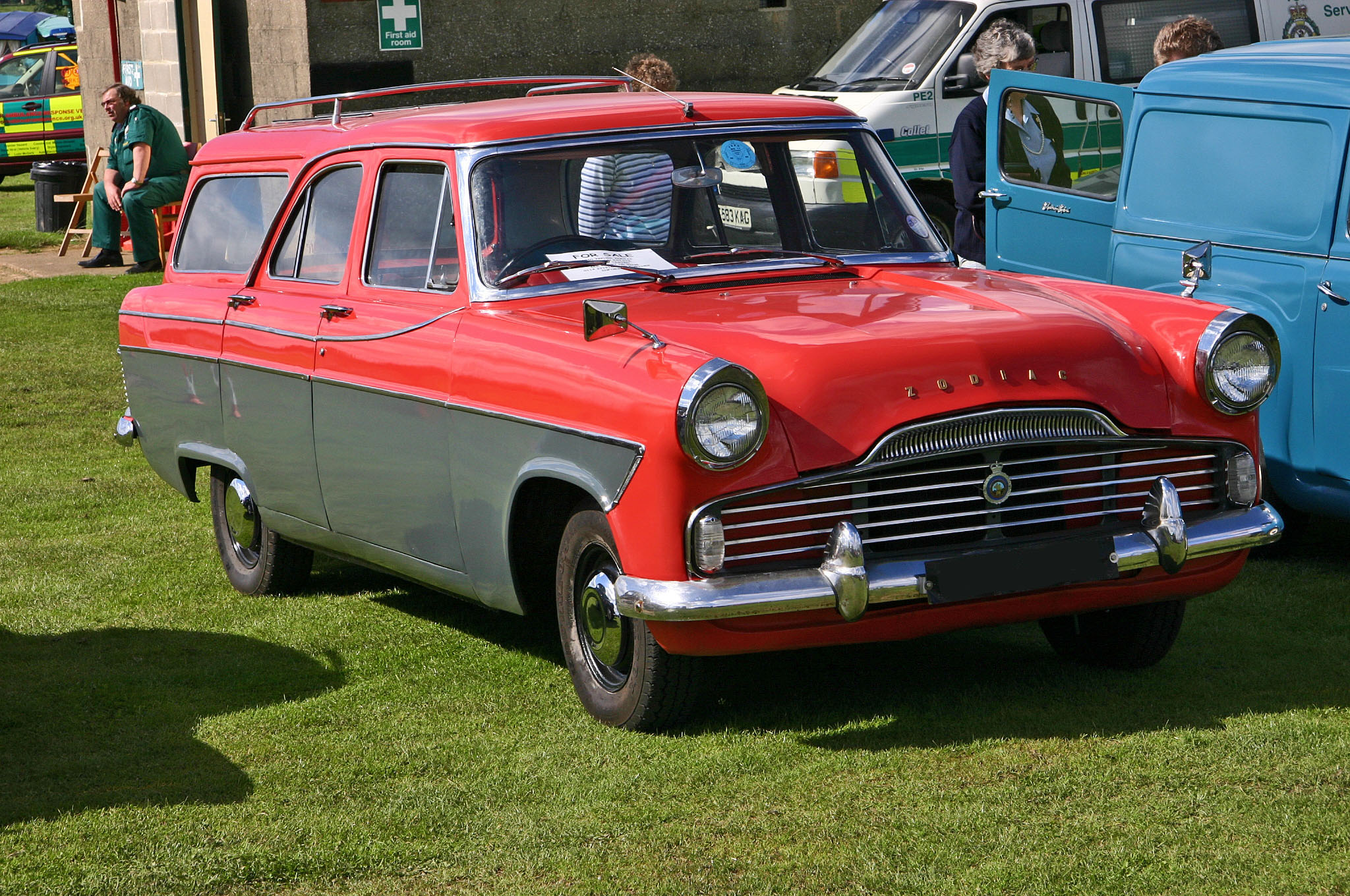
Zodiac Mark II 206E camioneta familiar carrozada por la compañía Abbott
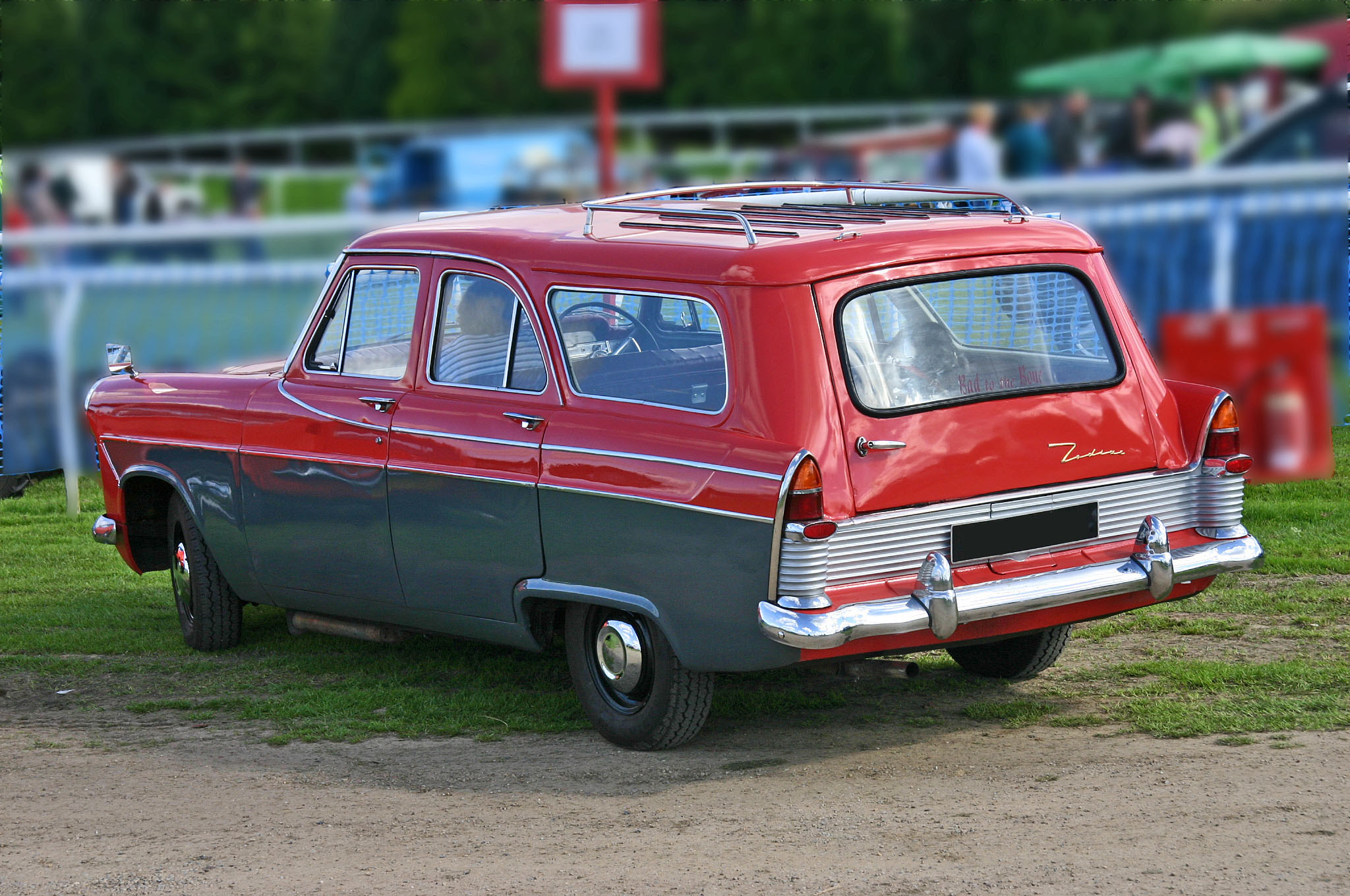
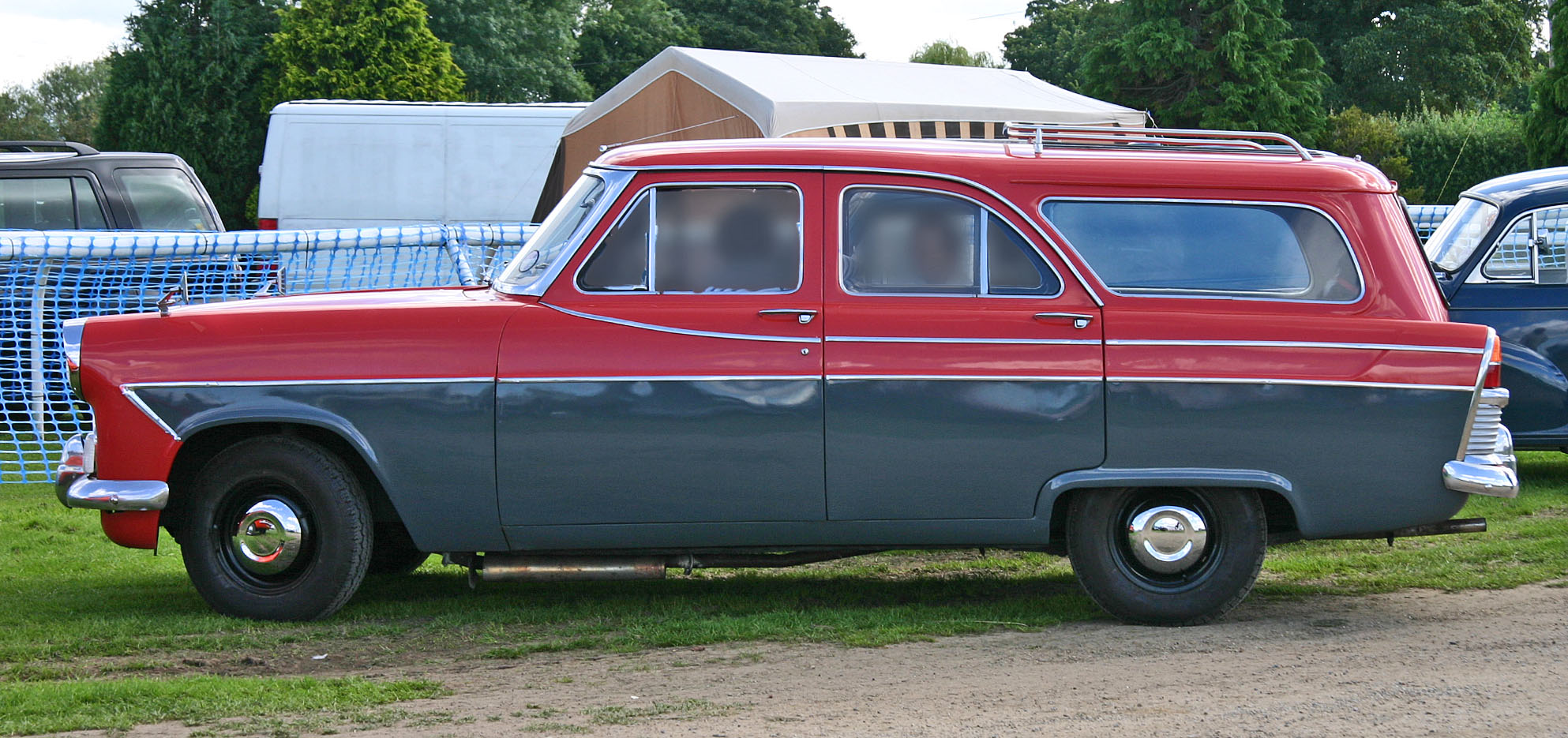
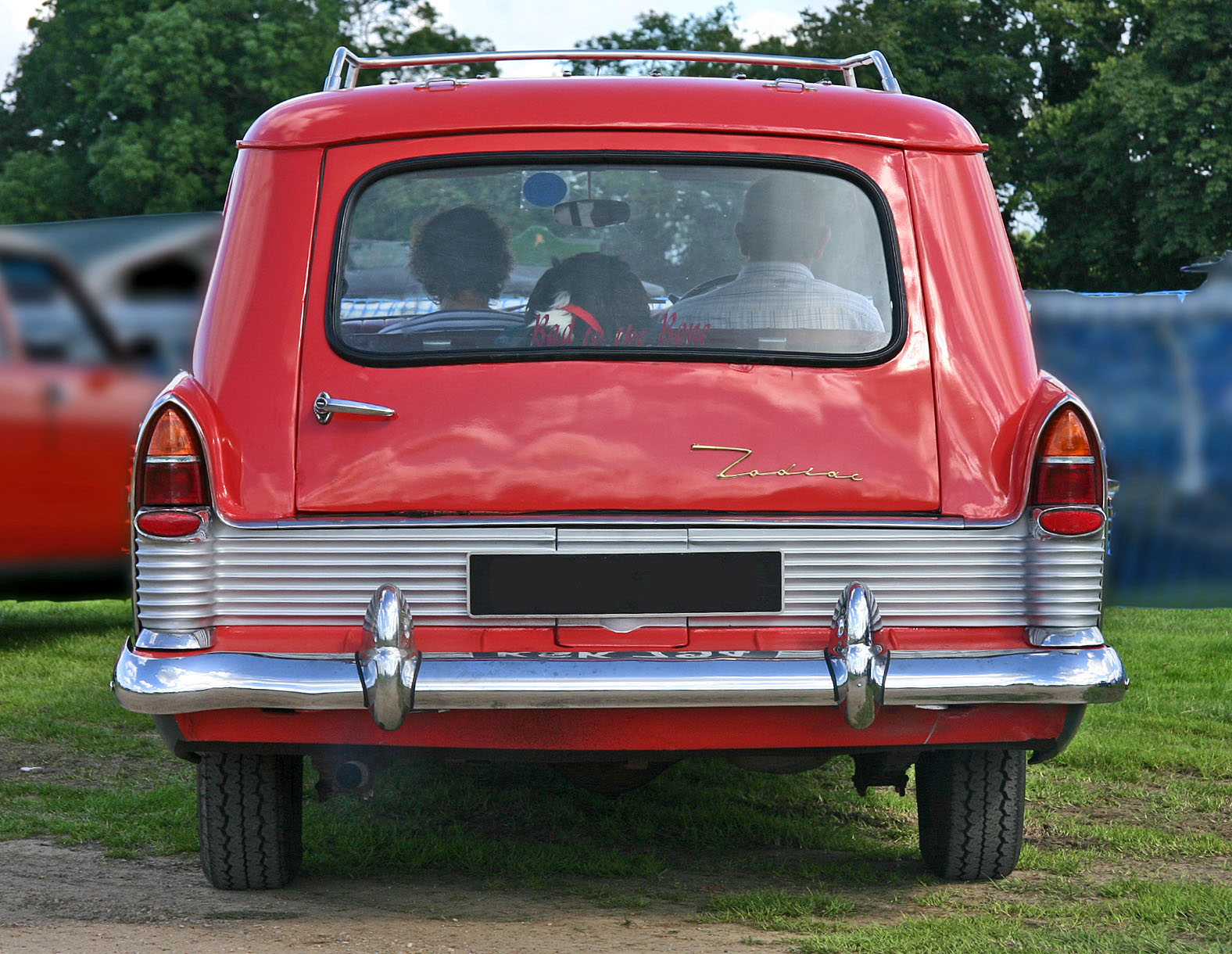

## Mark III

### Zephyr 4 Mark III

#### Modelo 211E
En abril de 1962, Ford reemplazó la gama Consul-Zephyr-Zodiac con un modelo rediseñado totalmente, aunque compartía algunos de sus componentes mecánicos, así como la estructura básica del chasis, con los modelos Mark II. En lugar de continuar con el nombre del Consul, Ford Gran Bretaña decidió llamar a su reemplazo Zephyr 4,  indicando que todavía usaba el motor de cuatro cilindros y 1.703 cc del Consul 375. Una caja de cambios manual de cuatro velocidades, ahora con synchromesh en todas las marchas como equipo estándar, y con sobremarcha o transmisión automática opcionales. Los frenos de disco delanteros también eran estándar.

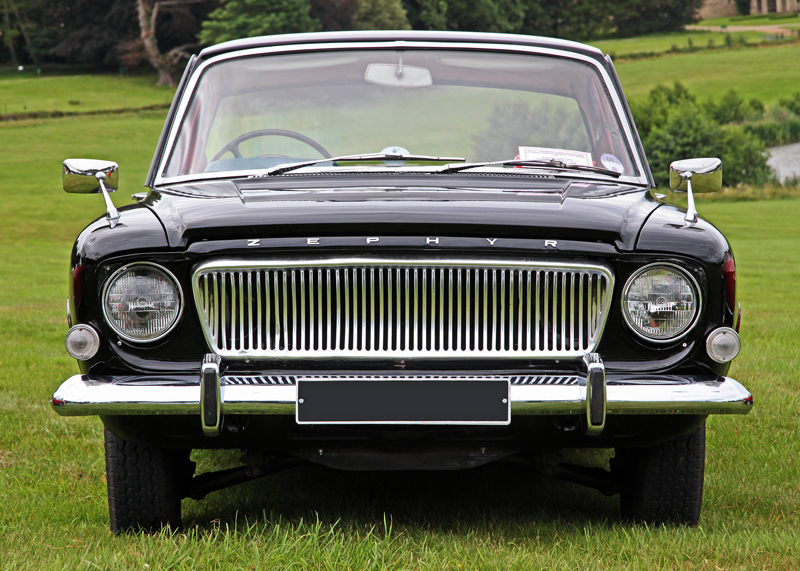
Zephyr 4
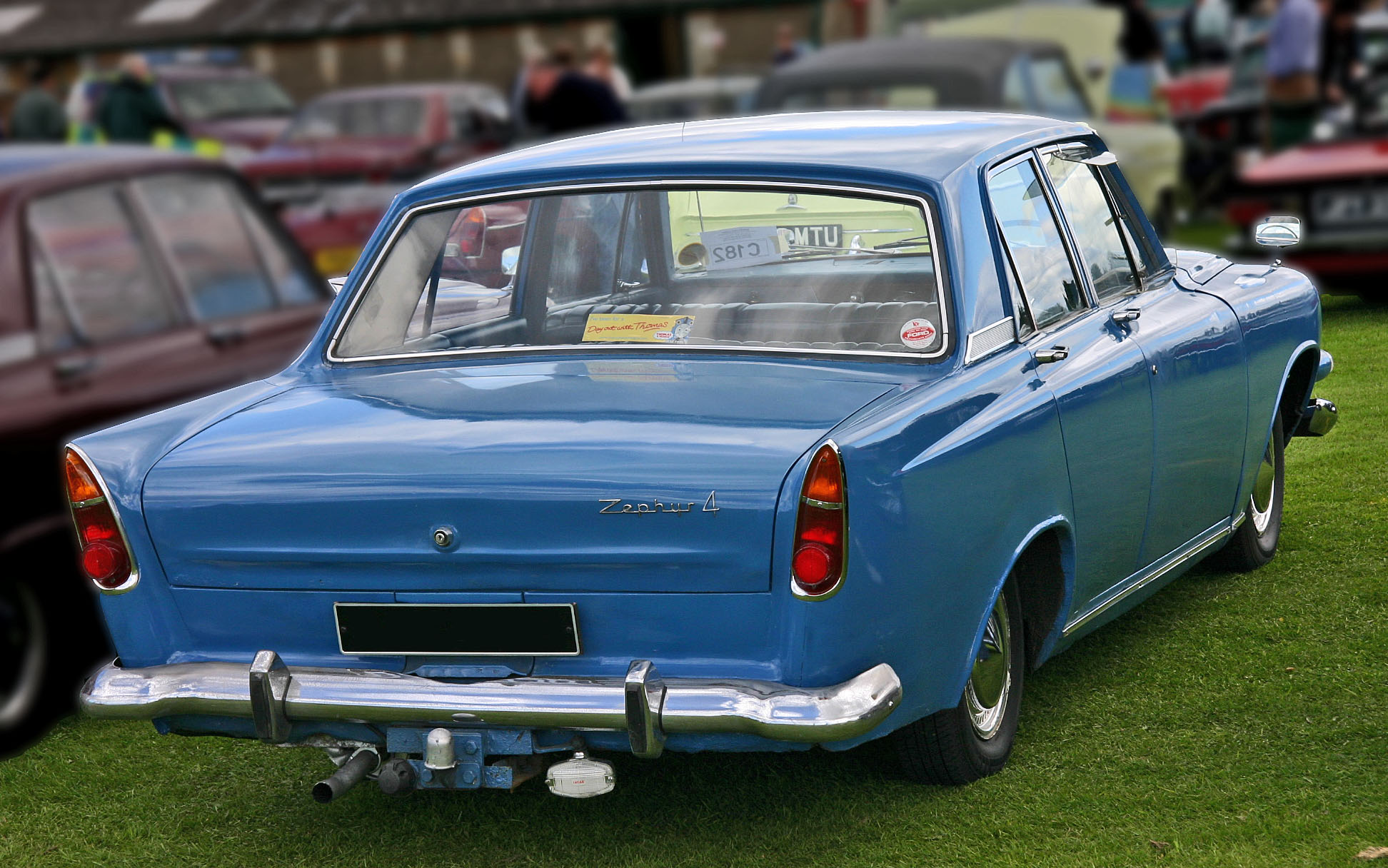
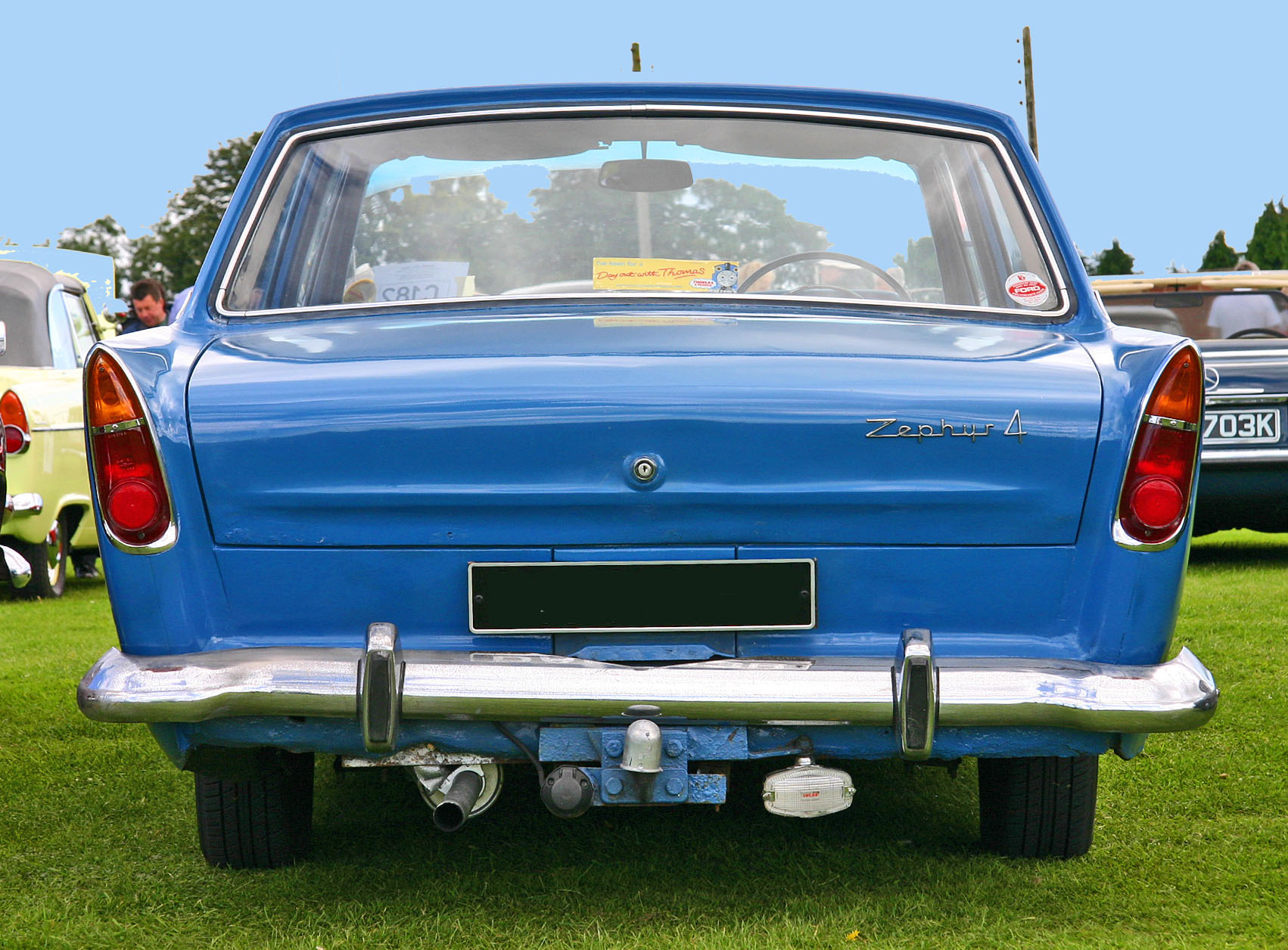

## Zephyr 6 Mark III

#### Modelos 213E, 214E (volante a la derecha y a la izquierda)
El Zephyr Mark III compartió algunos de sus componentes mecánicos, así como el diseño básico del chasis, con el Mark II, pero tenía una construcción general más robusta. El exterior fue obra del diseñador canadiense Roy Brown, quien también diseñó el Edsel y el Cortina, aunque la parte posterior del cuerpo se inspiró en una propuesta de diseño de Frua. A diferencia del Zephyr 4, el Zephyr 6 tenía una rejilla de ancho completo que incluía los bordes del faro, en tanto la longitud y el ancho total del cuerpo eran los mismos para ambas versiones de Zephyr III. Con el mismo motor de 2.553 cc, el modelo Mark III tenía una relación de compresión más alta, lo que resultaba en unos 20 hp de mayor potencia.

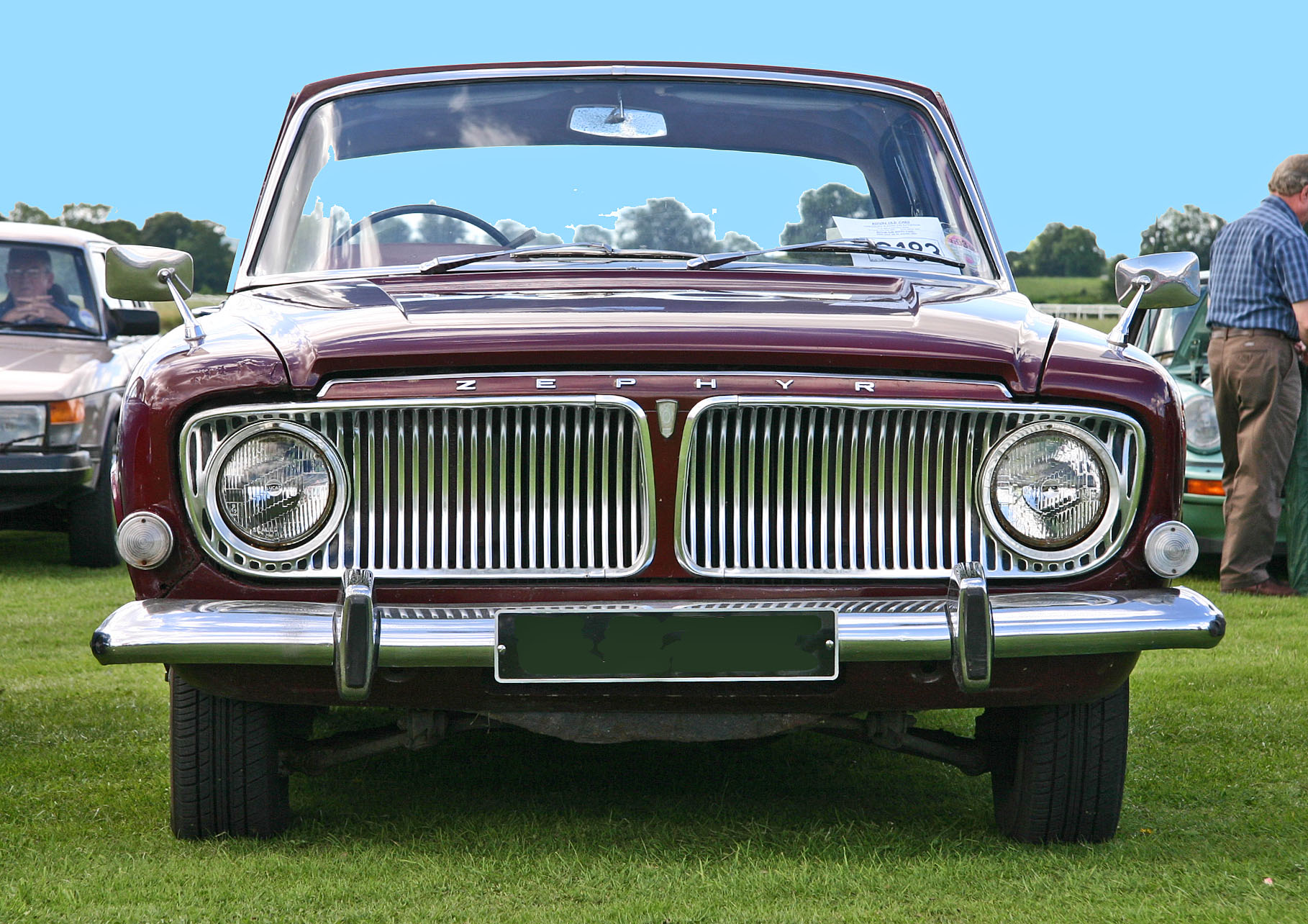
Ford Zephyr 6
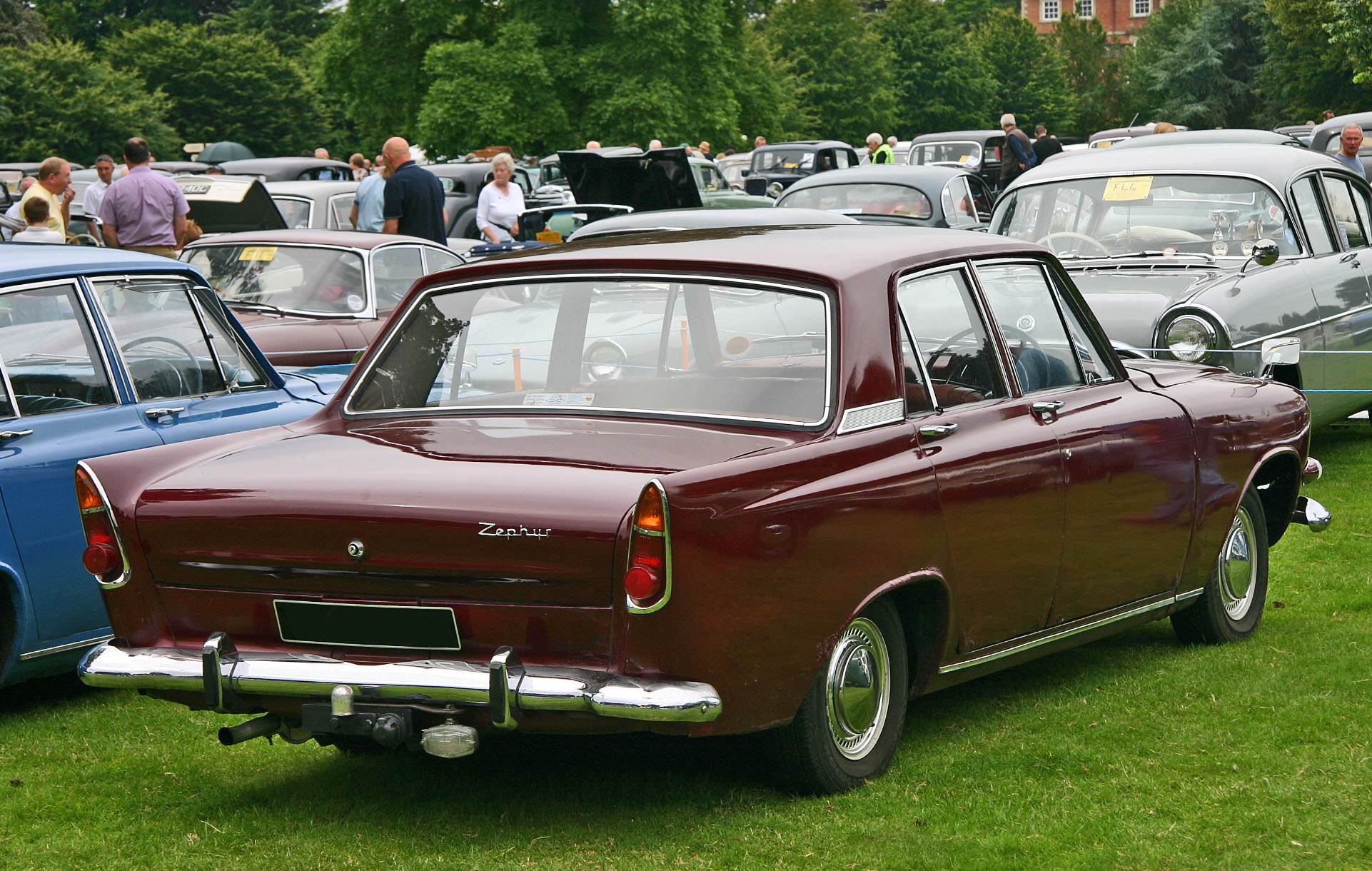
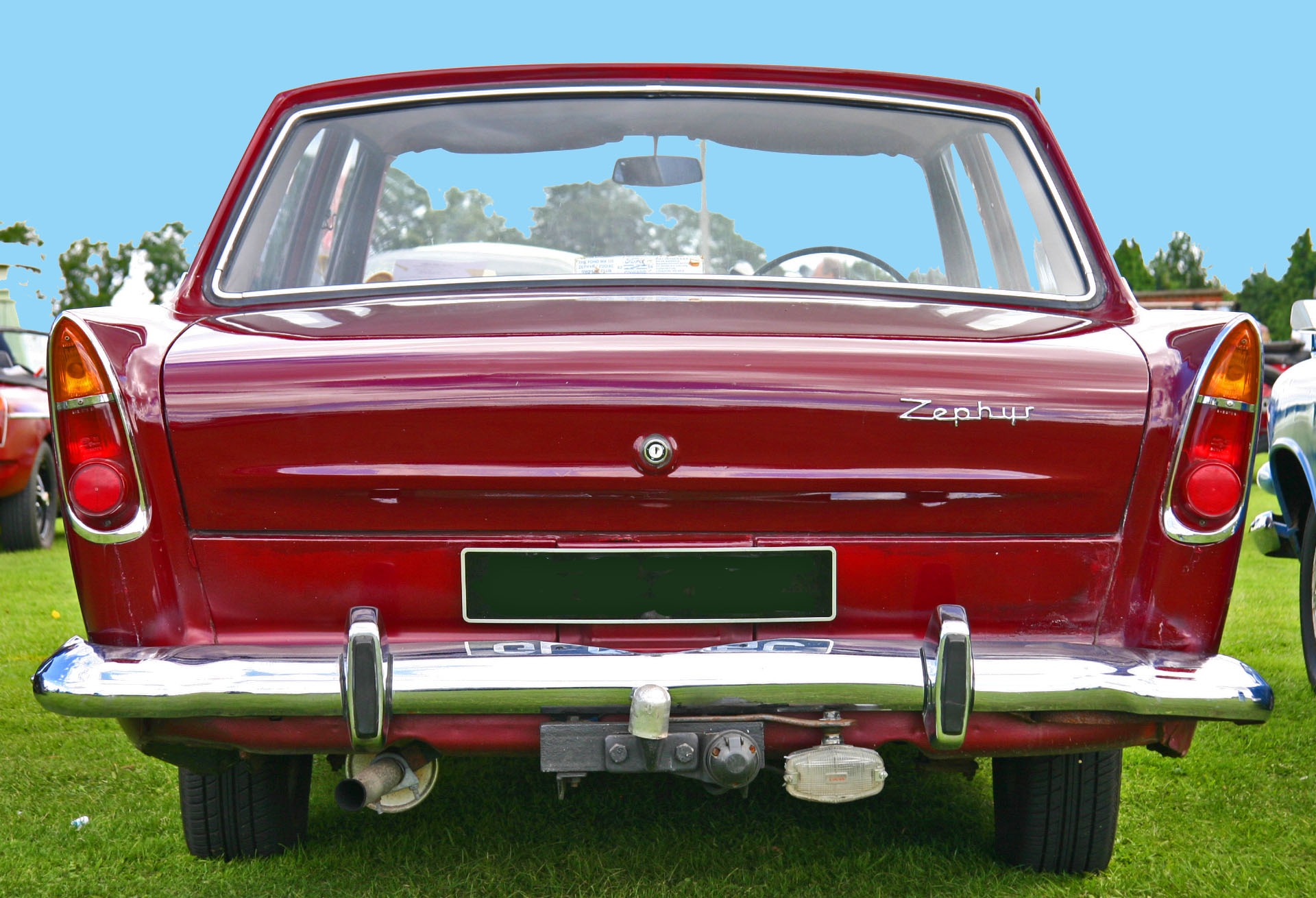

Solo se fabricaron sedanes, pues las camionetas familiares fueron carrozadas por Abbott Coachbuilders en Farnham, Reino Unido.

### Camionetas Abbott

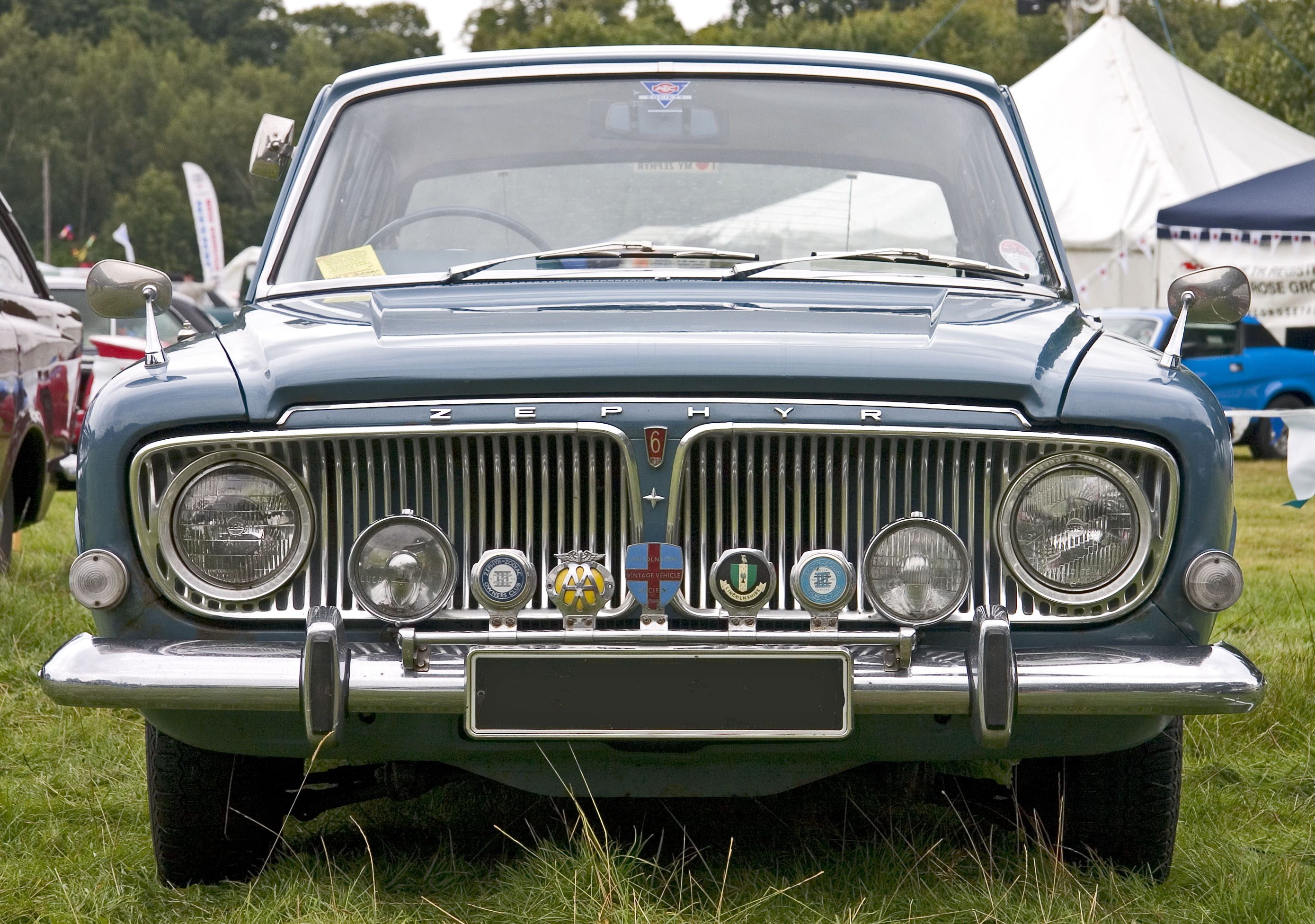
Zephyr 6 con carrocería Abbott
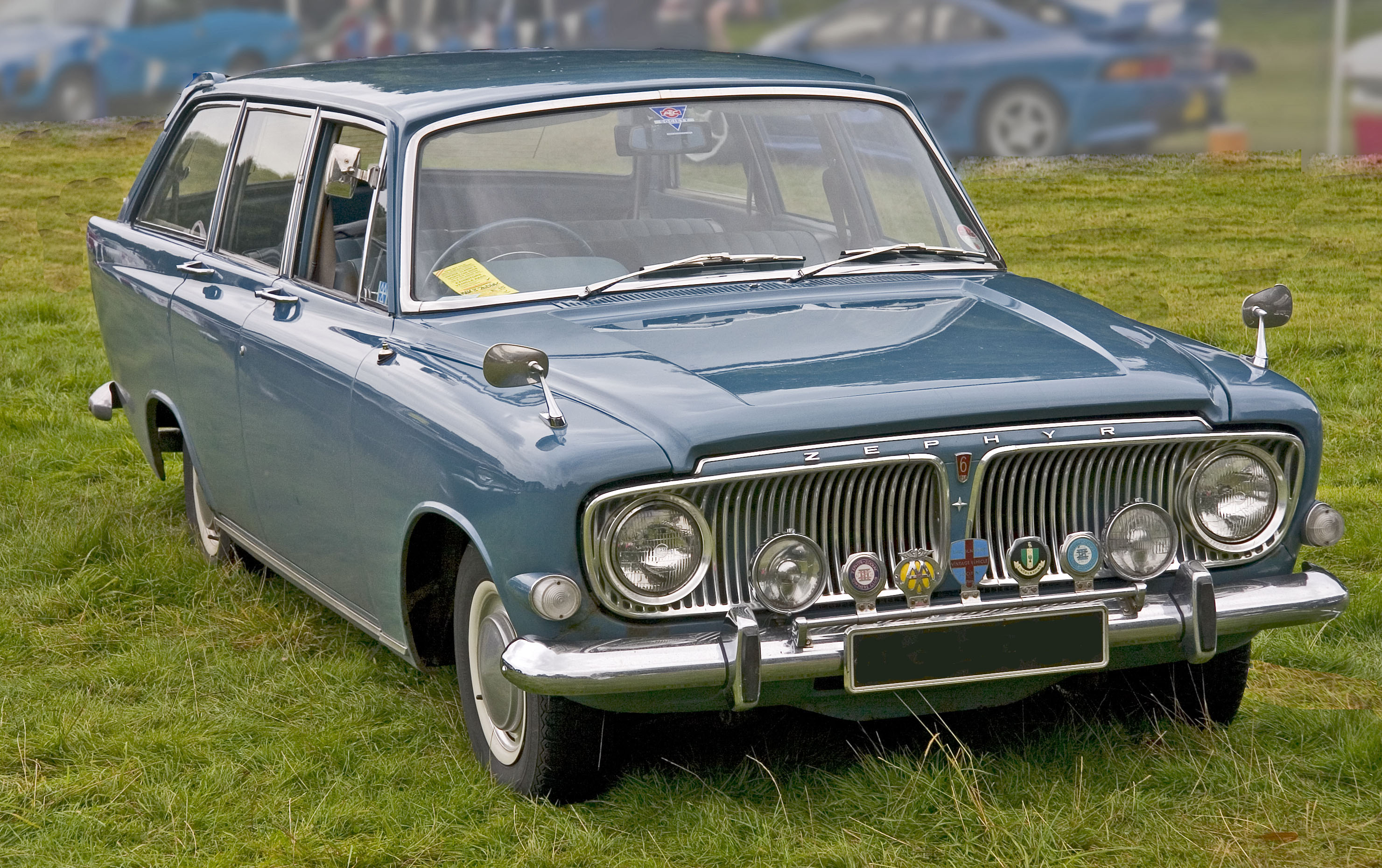
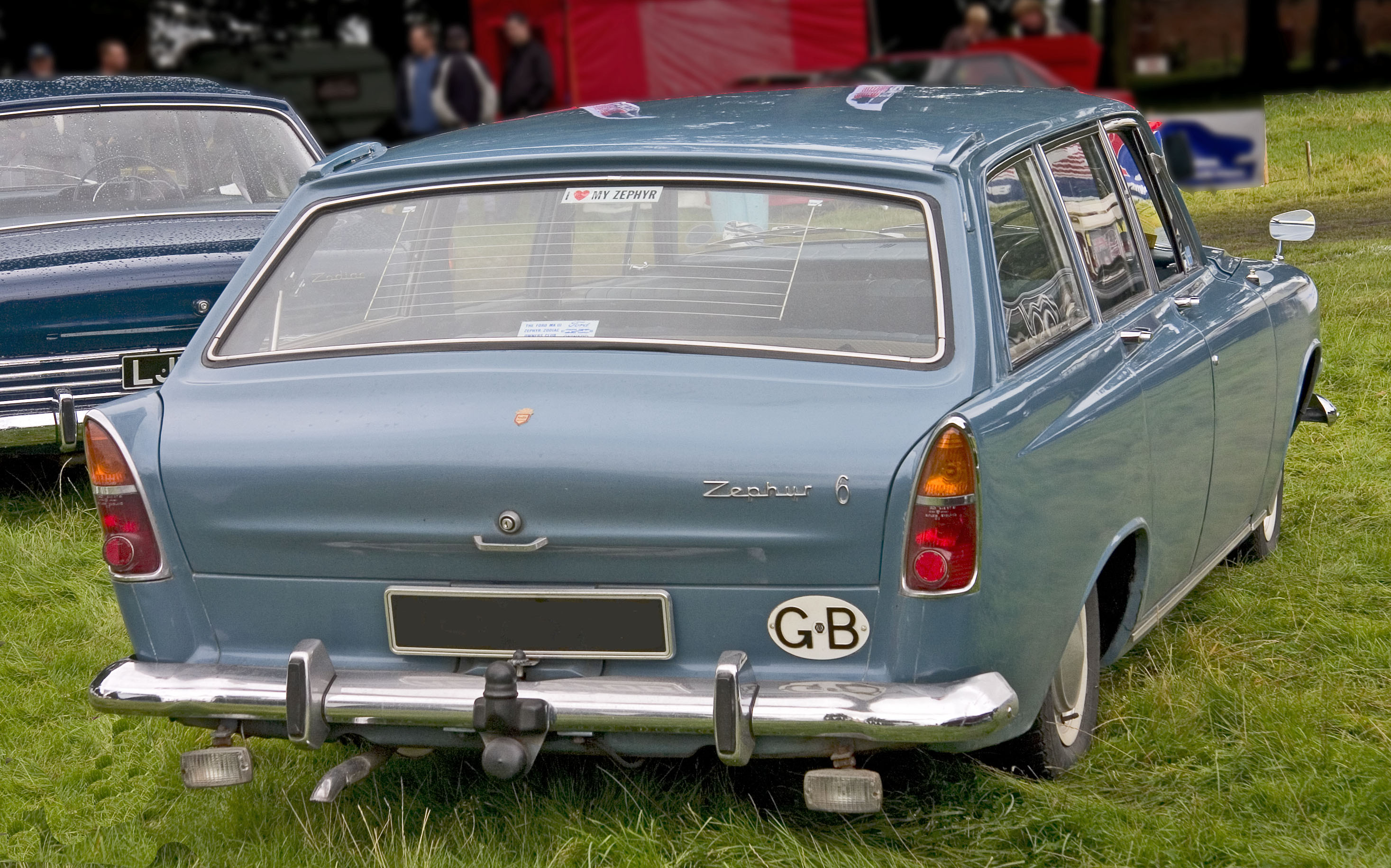
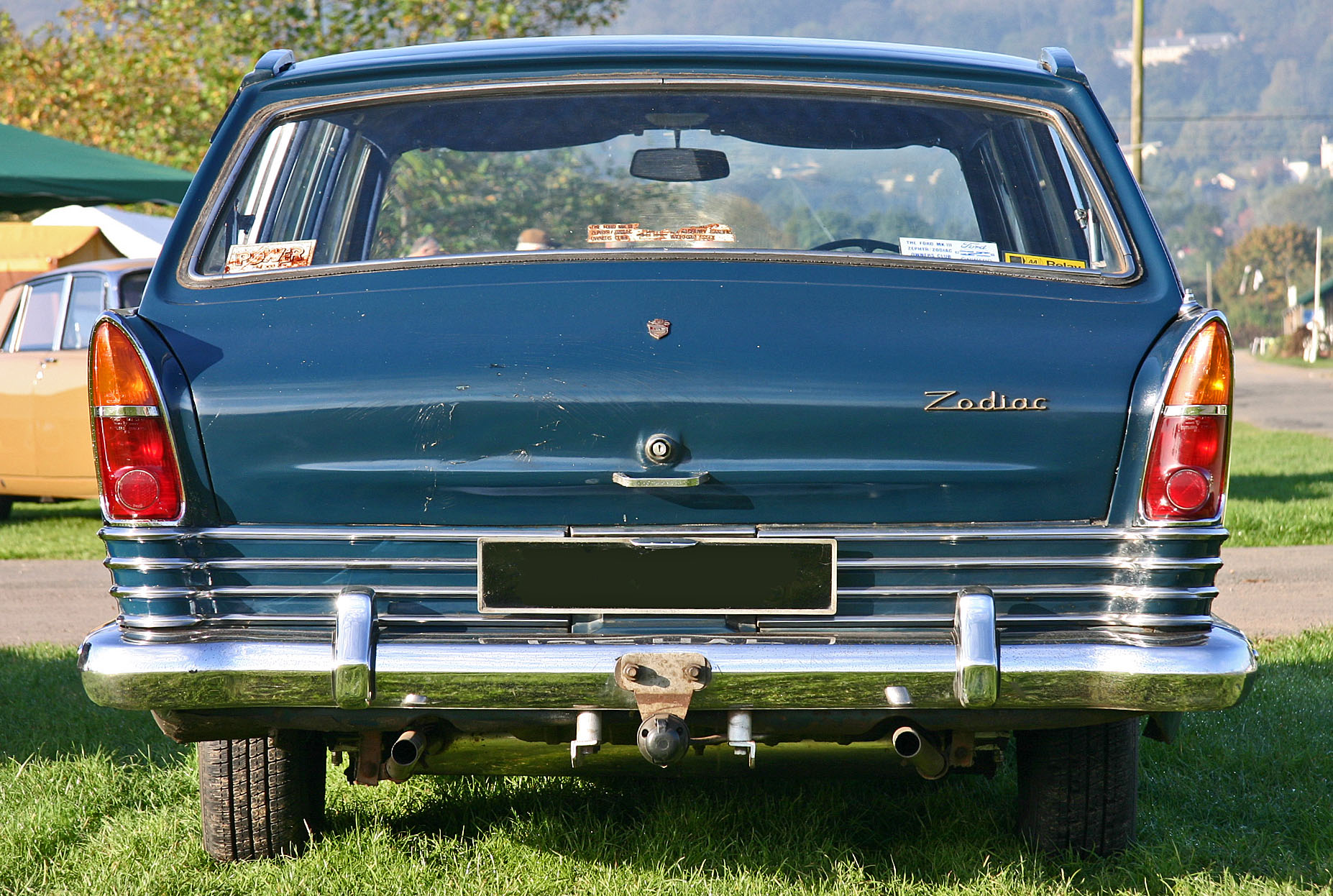
Vista trasera de otro estilo

### Zodiac Mark III

#### Modelo 213E, 214E
El Zodiac era una versión de lujo del Zephyr 6, pero se diferenciaba considerablemente de ese modelo por las puertas traseras tipo limusina, la línea del techo más nítida (con un pilar C más estrecho) y la cola, la parrilla única (cuatro faros en lugar de dos), barras de parachoques exclusivas, asientos y tapicería más lujosos, tablero de instrumentos y accesorios interiores de alta gama. Una opción de asiento delantero individual o de banco estaba disponible, tapizada en cuero o tela. Las puertas delanteras y los paneles del capó se compartieron con el Zephyr 6. La versión ejecutiva volvió a tener accesorios de lujo adicionales. El motor de seis cilindros de un solo carburador de 2.553 cc se mejoró internamente para aumentar la potencia de salida a 109 CV y se instaló una nueva transmisión sincronizada de cuatro velocidades con cambio de columna. Los frenos, servo asistidos, usaban discos en la parte delantera y tambor en la parte trasera.
Un sedán Mark III probado por la revista británica The Motor en 1962, lograba una velocidad máxima de 162.1 km/h y podía acelerar de 0-97 km/h en 13.4 segundos. Se registró un consumo de combustible de 12.5 L/100 km. El auto de prueba costaba £ 1070, incluyendo impuestos en el mercado del Reino Unido.
Ford Nueva Zelanda construyó el Zephyr 4 y 6, así como el Zodiac localmente, a partir de kits de CKD, ofreciendo sólo la opción de asiento delantero de banco con acabado en vinilo. La transmisión automática, introducida más tarde en los Mark II, estuvo también disponible, pero fue una opción de más bien rara, ya que la mayoría de los compradores eligieron la transmisión manual. Además del Zephyr 6, Ford Nueva Zelanda construyó un Zephyr Special de seis cilindros con un equipamiento más básico y la eliminación de la tira de ajuste de la tapa del maletero y otras piezas brillantes exteriores, todos vehículos que se vendieron a operadores de flotas como el gobierno. La construcción neozelandesa del modelo de lujo Zodiac nuevamente le dio a Ford una ventaja clave sobre sus rivales de la industria nacional, como Vauxhall.

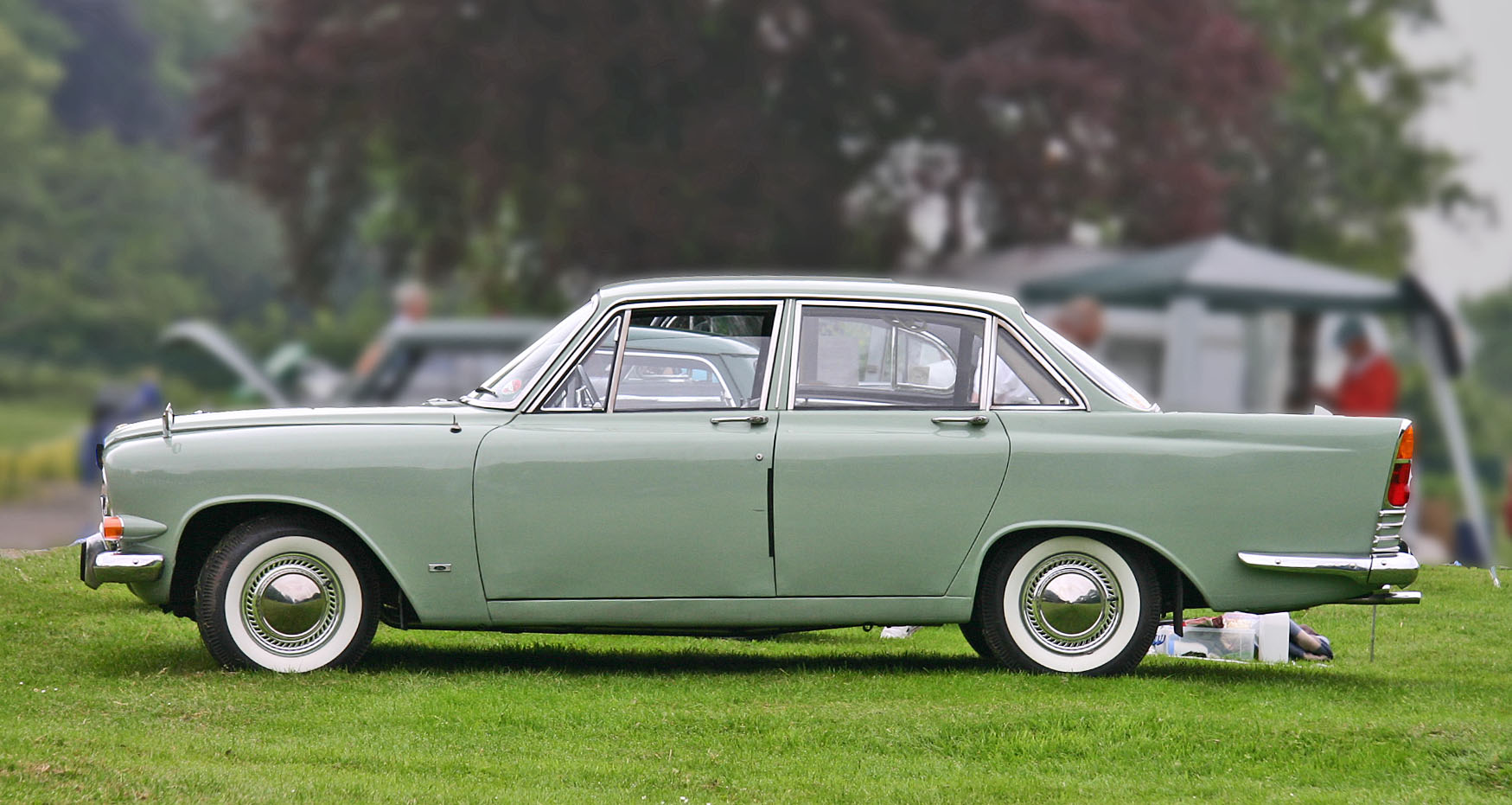
Ford Zodiac Mark III (213E)
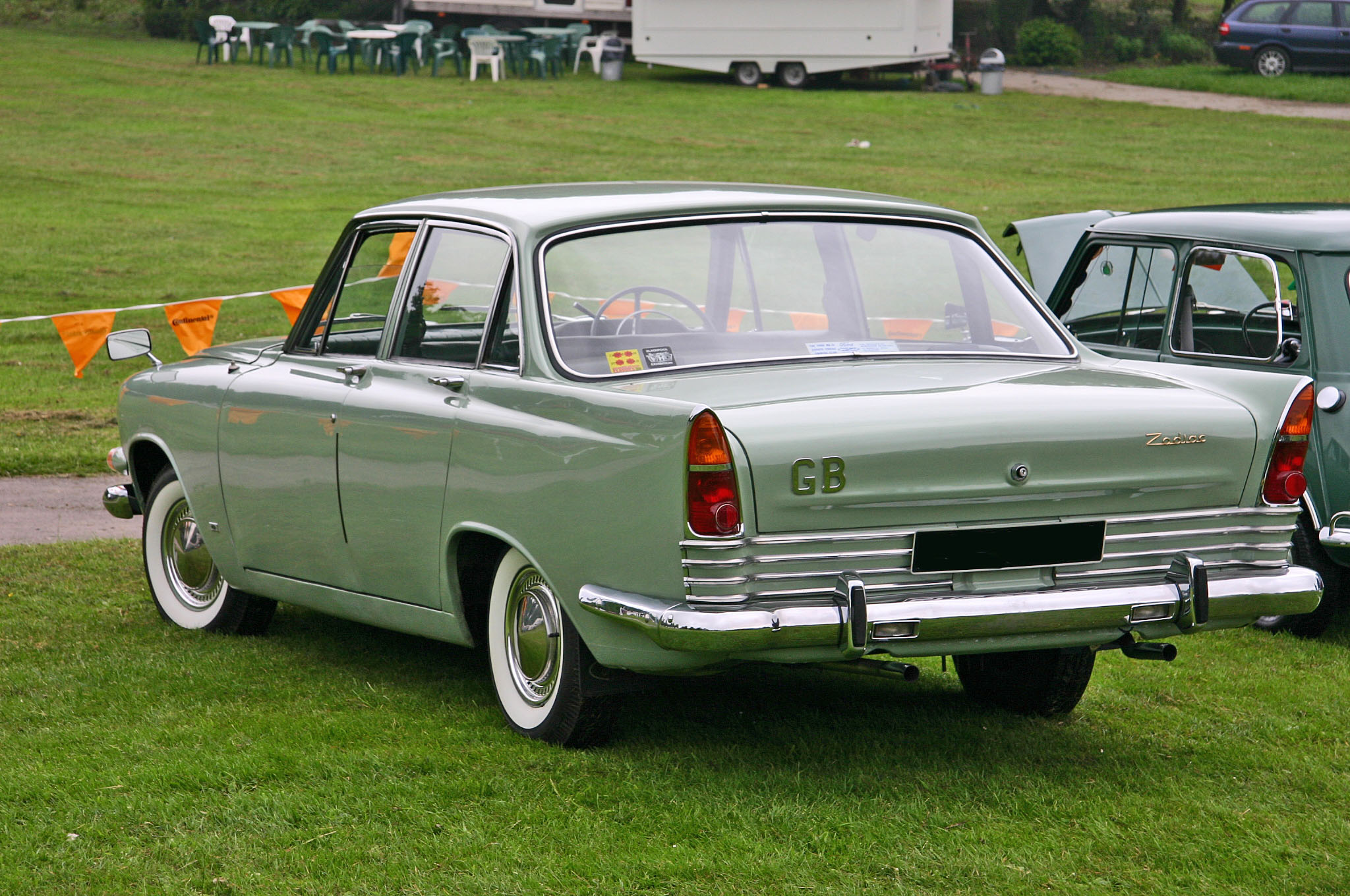
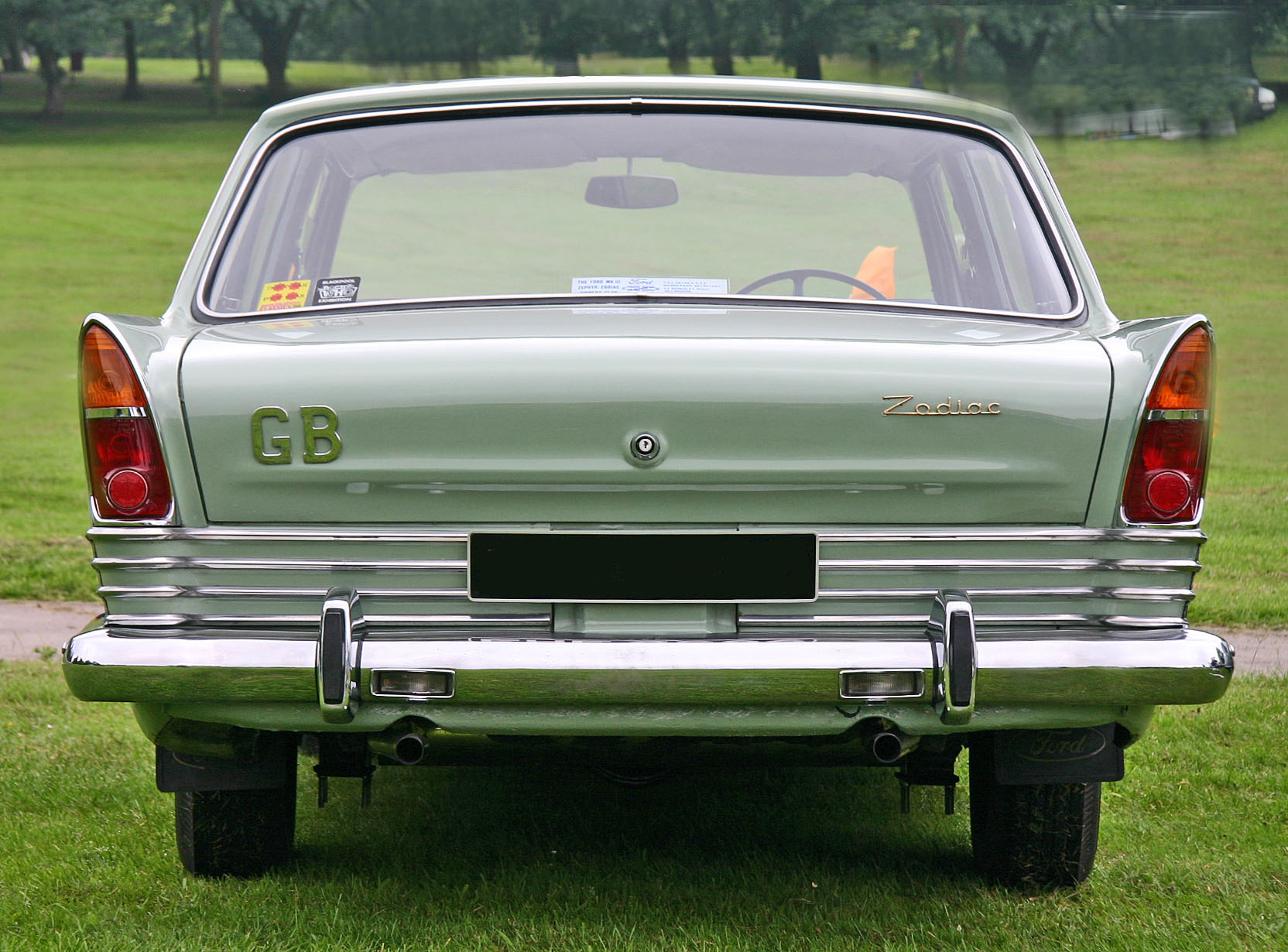
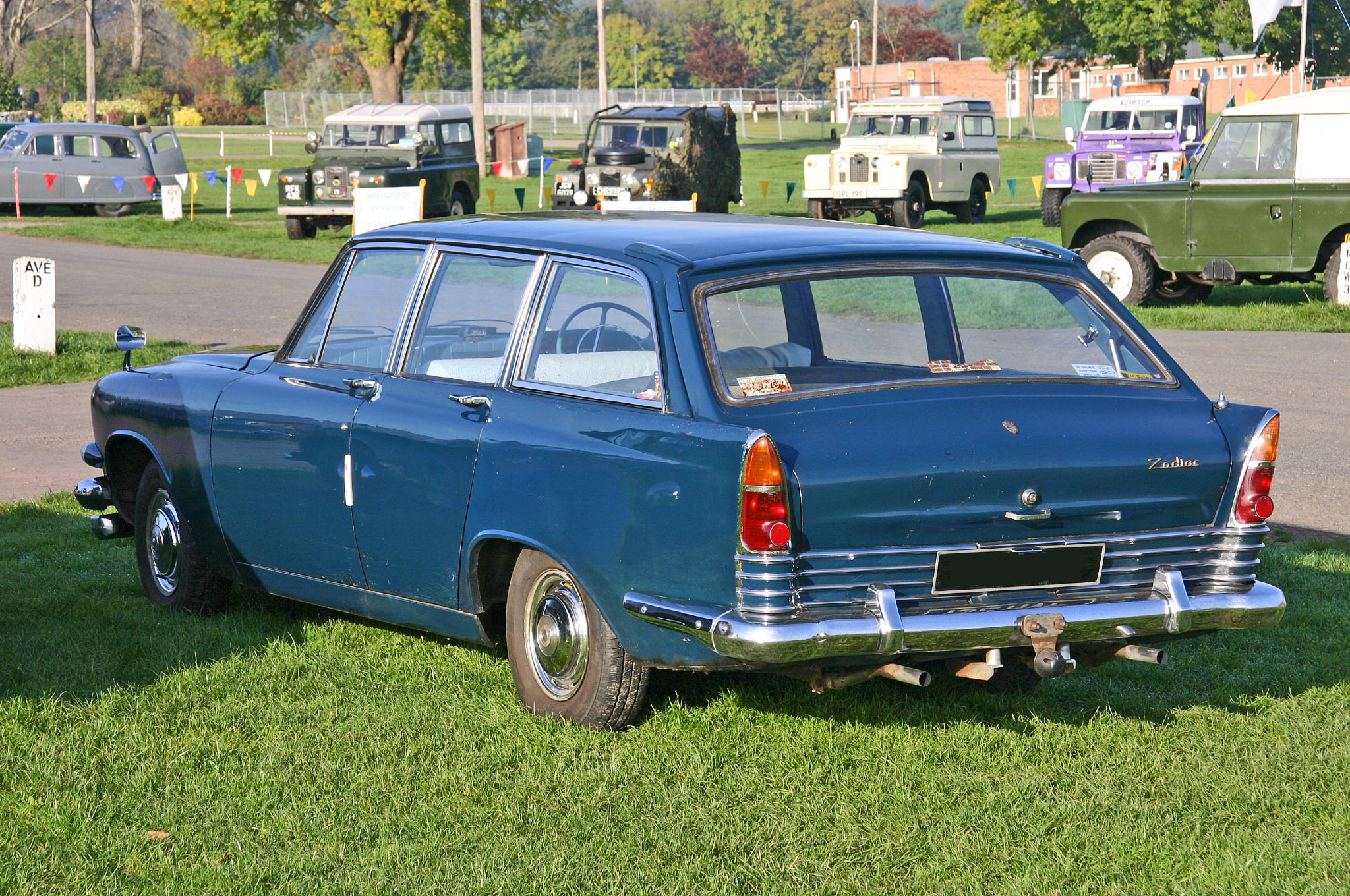
Ford Zodiac Mark III Estate (213E)

## Mark IV

### Zephyr Mark IV

#### Modelos 3008/3010E
En 1961, Ford comenzó un rediseño completo del Zephyr, bajo el título de «Proyecto Panda». Como el automóvil utilizó los nuevos motores de la serie V, el concepto tradicional de capó largo creó un problema que fue resuelto por el ingeniero diseñador Harley Copp, el cual logró que el automóvil también fuera más grande y tuviera más espacio interno, para lo cual se le ocurrió la idea de colocar la rueda de repuesto delante del radiador, en ángulo. El resultado fue un vehículo de dimensiones similares al estadounidense Ford Fairlane.
La gama Mark IV se lanzó, no en un salón británico del automóvil de octubre, sino a principios de 1966 con nuevos motores de formato V4 de 1996 cc y V6 de 2.495 cc. La suspensión independiente era ayudada por frenos de disco servoasistidos en todas las ruedas.

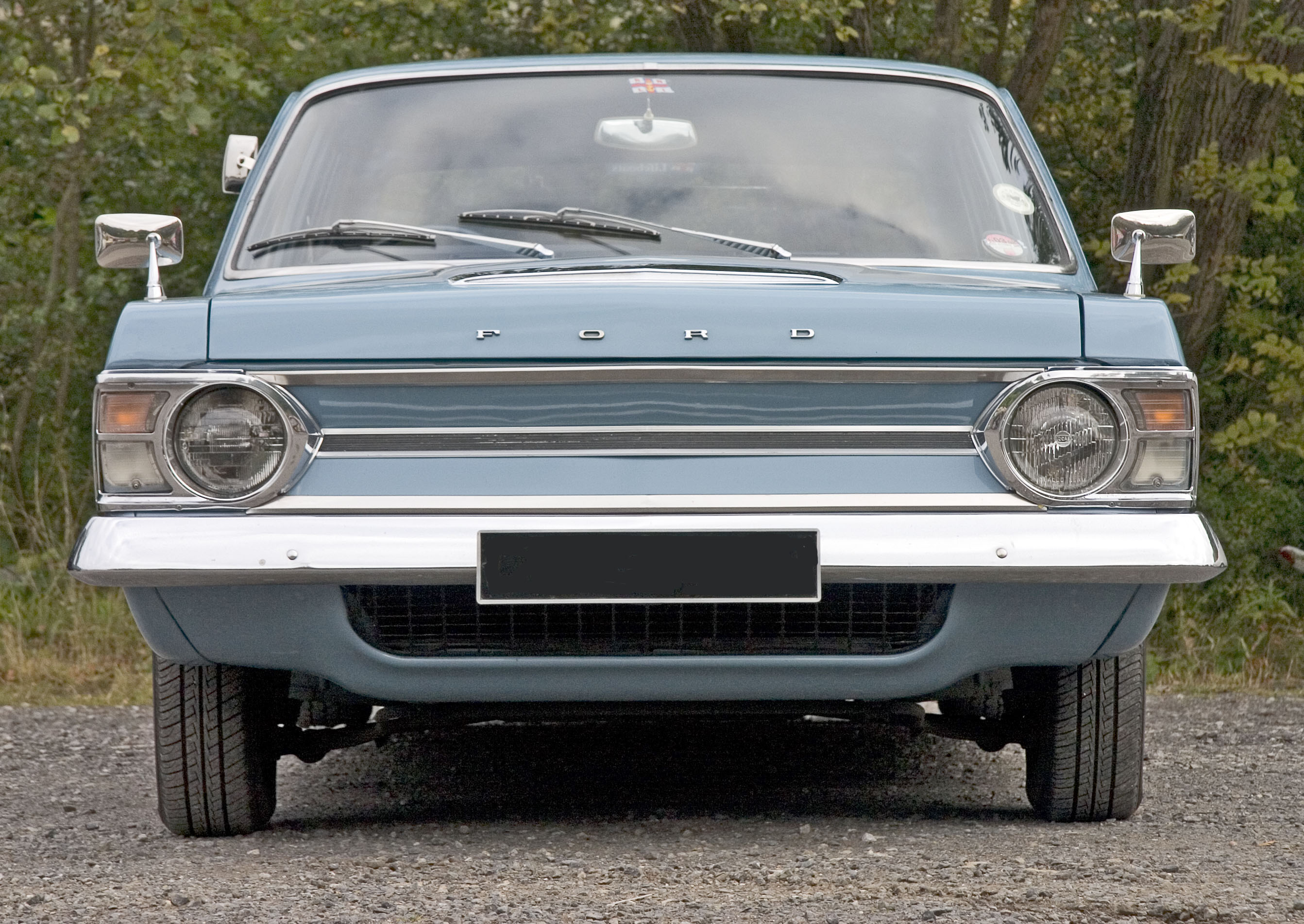
Ford Zephyr 4 Mark IV
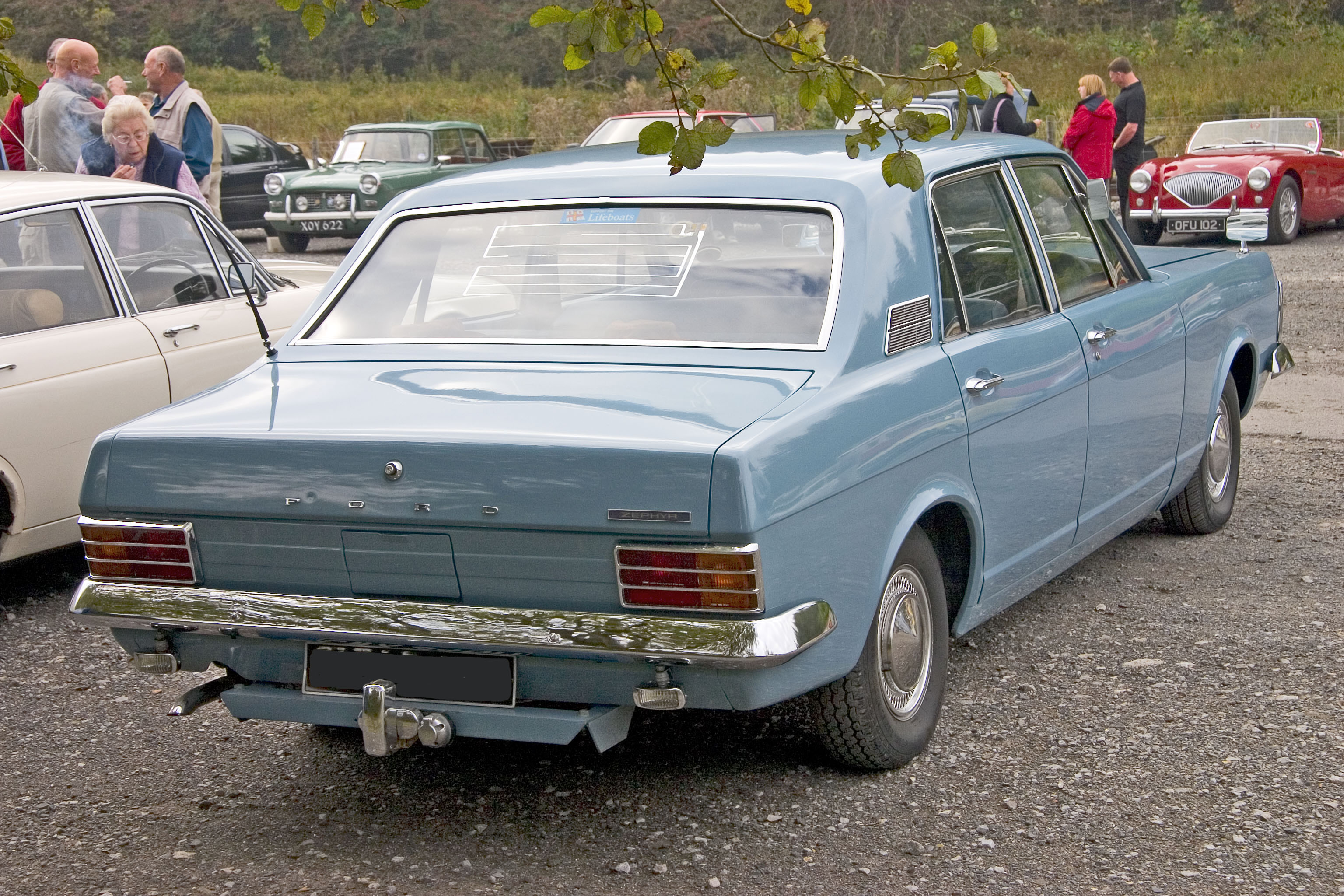
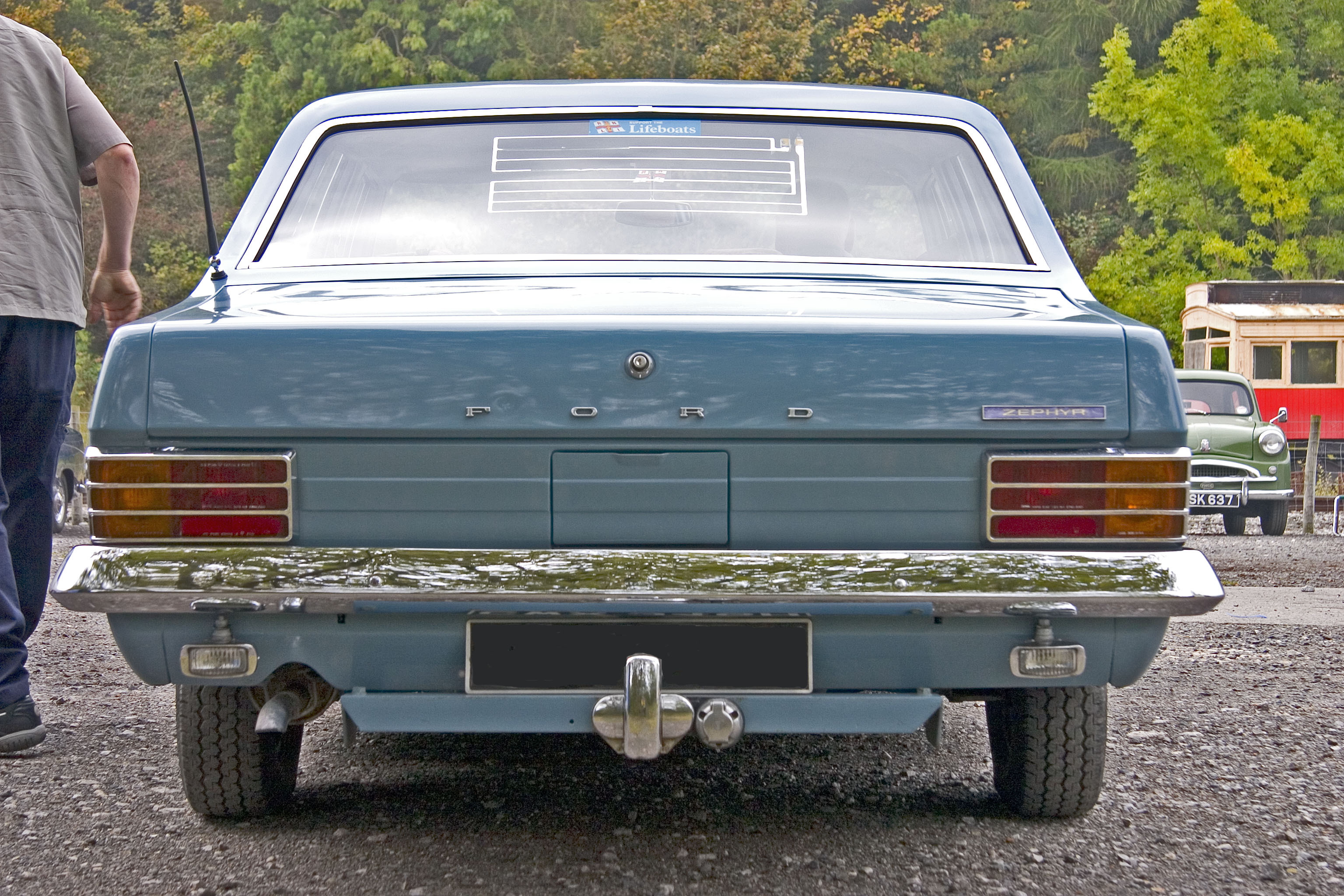

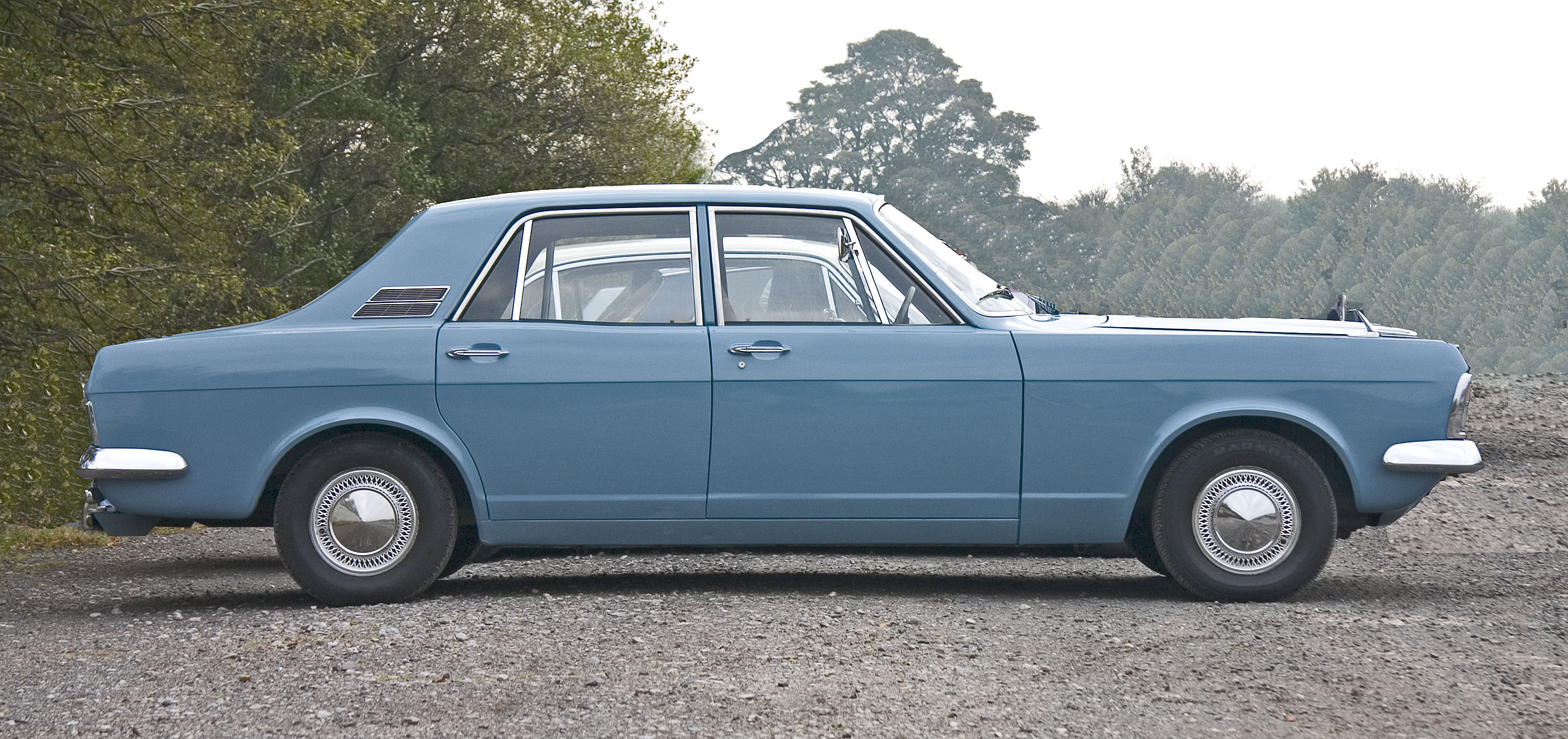
Ford Zephyr 4 Mark IV: con el perfil de nariz larga y cola, corta que recordaba al icónico Ford Mustang de primera generación
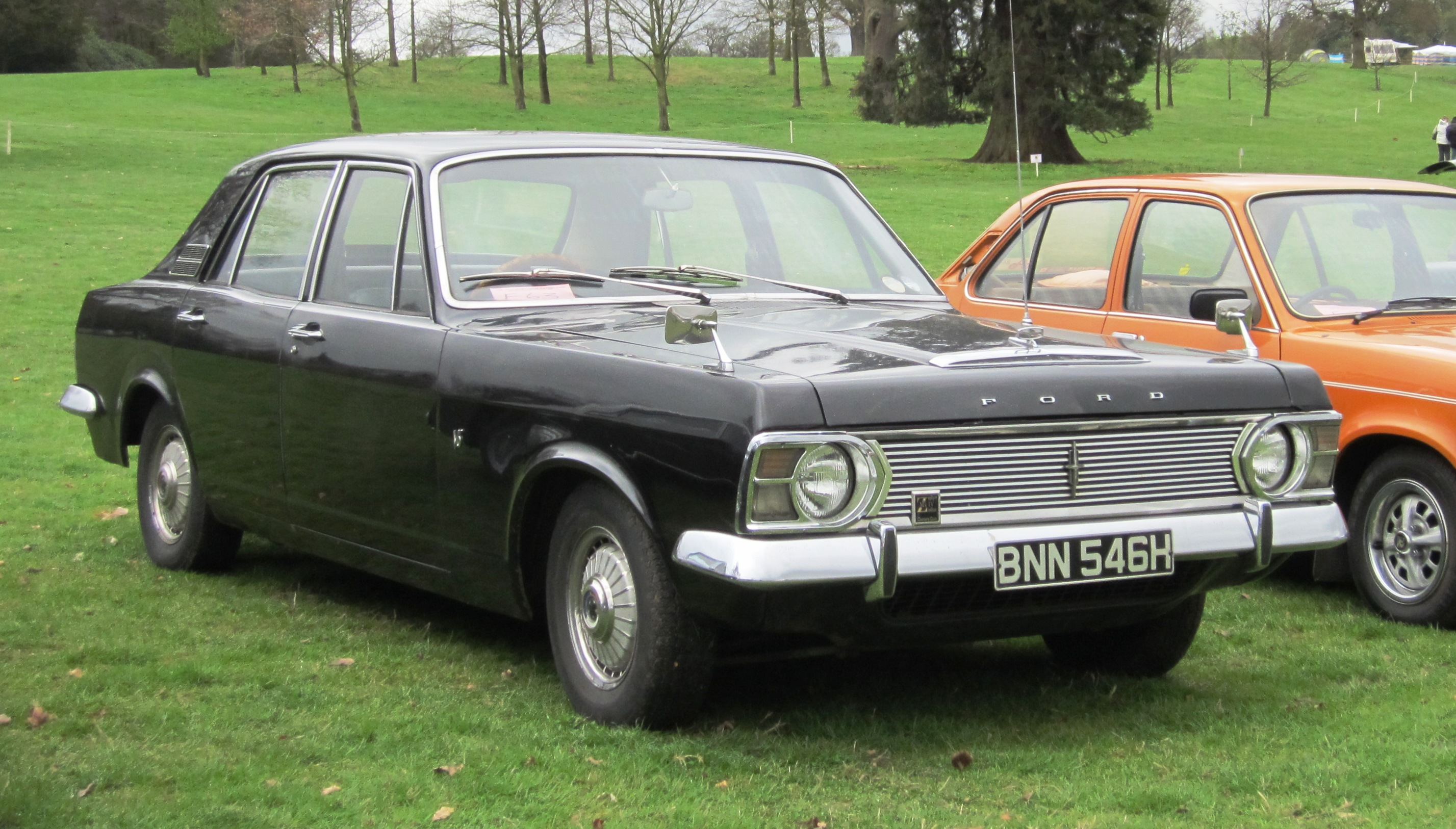
Ford Zephyr 6 Mark IV, versión de lujo a la que se le añadió una rejilla simulada entre los faros

### Zodiac y Executive Mark IV

#### Modelos 3012E/3022E
El Zodiac Mark IV y el Ejecutivo tenían cuatro faros y un motor V6 de 2.994 cc mejorado. El motor rendía 140 CV netos a 4.750 rpm, con 181.5 lb de torque a 3.000 rpm. El Zodiac presentaba un alternador en lugar de dinamo, una columna de dirección ajustable, una rueda de repuesto en el compartimiento del motor, calefacción y ventilación Aeroflow, limpiaparabrisas eléctricos de 2 velocidades, encendedor, cuentarrevoluciones, reloj, amperímetro y luces de marcha atrás de fábrica.
Los Zephyr-Zodiac Mark IV, con su sofisticado diseño de suspensión trasera independiente representaron un avance considerable en comparación con los grandes Ford Mark III a los que reemplazaron.
El Executive fue una versión de lujo que tenía las especificaciones de más alta gama jamás ofrecidas por Ford a sus clientes del Reino Unido en la década de 1960. La transmisión automática (la caja manual de cuatro velocidades del Zodiac con sobremarcha también estaba disponible 'sin costo') junto con la dirección asistida y el techo solar eran equipos estándar. Otras características estándar incluidas los asientos delanteros totalmente reclinables, el tablero en madera de nogal, instrumentación completa, alfombrado, luces de marcha atrás, faros antiniebla, cinturones de seguridad delanteros de carrete de inercia y radio. El Executive se distinguía de otros modelos por su acabado exterior y las insignias especiales en la parte delantera y trasera.
Un Executive con transmisión automática fue probado por la revista británica Autocar en 1967. El vehículo alcanzaba una velocidad máxima de 160 km/h y podía acelerar de 0-97 km/h en 13.1 segundos. Se registró un consumo total de combustible de 16.4 L/100 km.

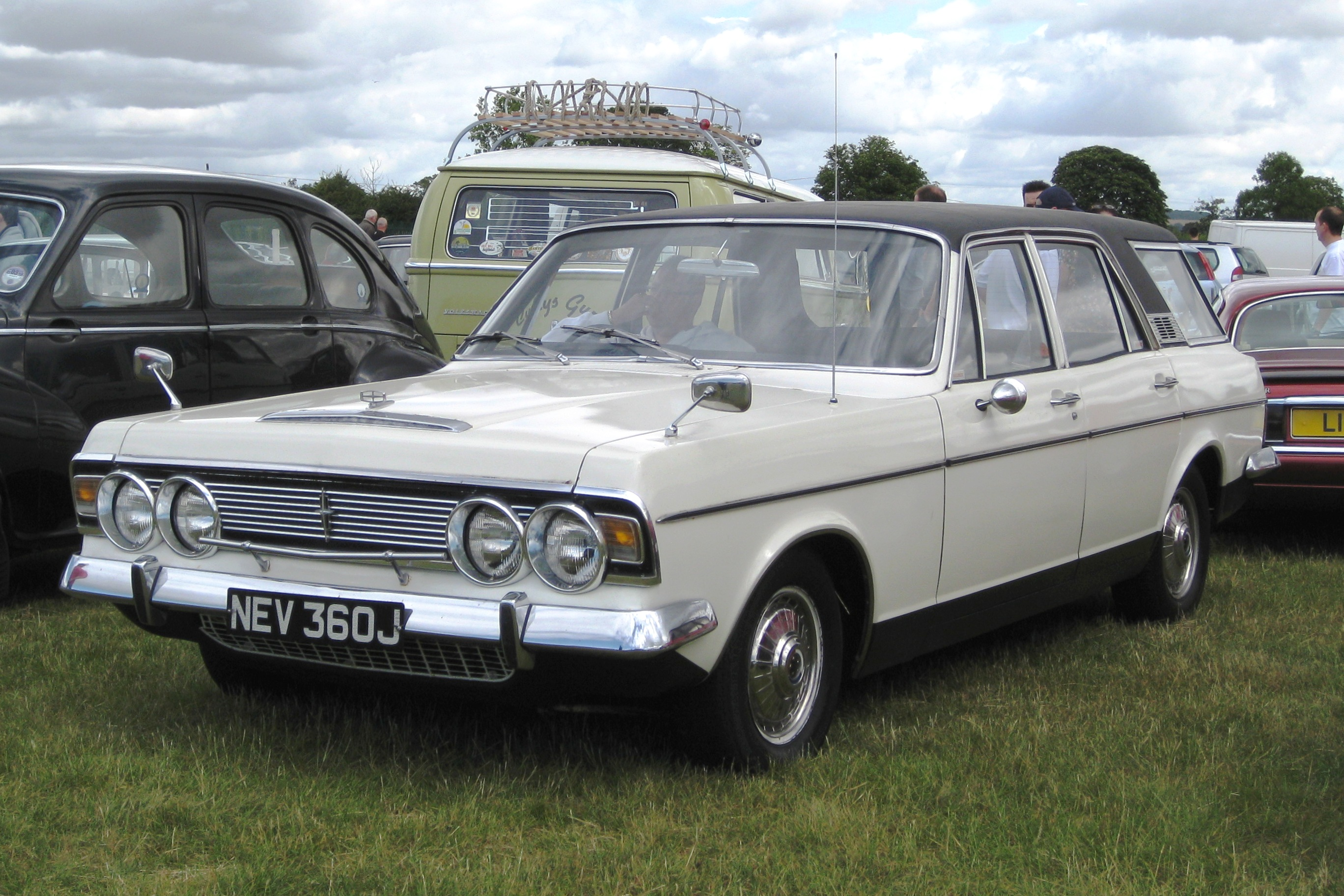
Ford Zodiac Mark IV estate conversion
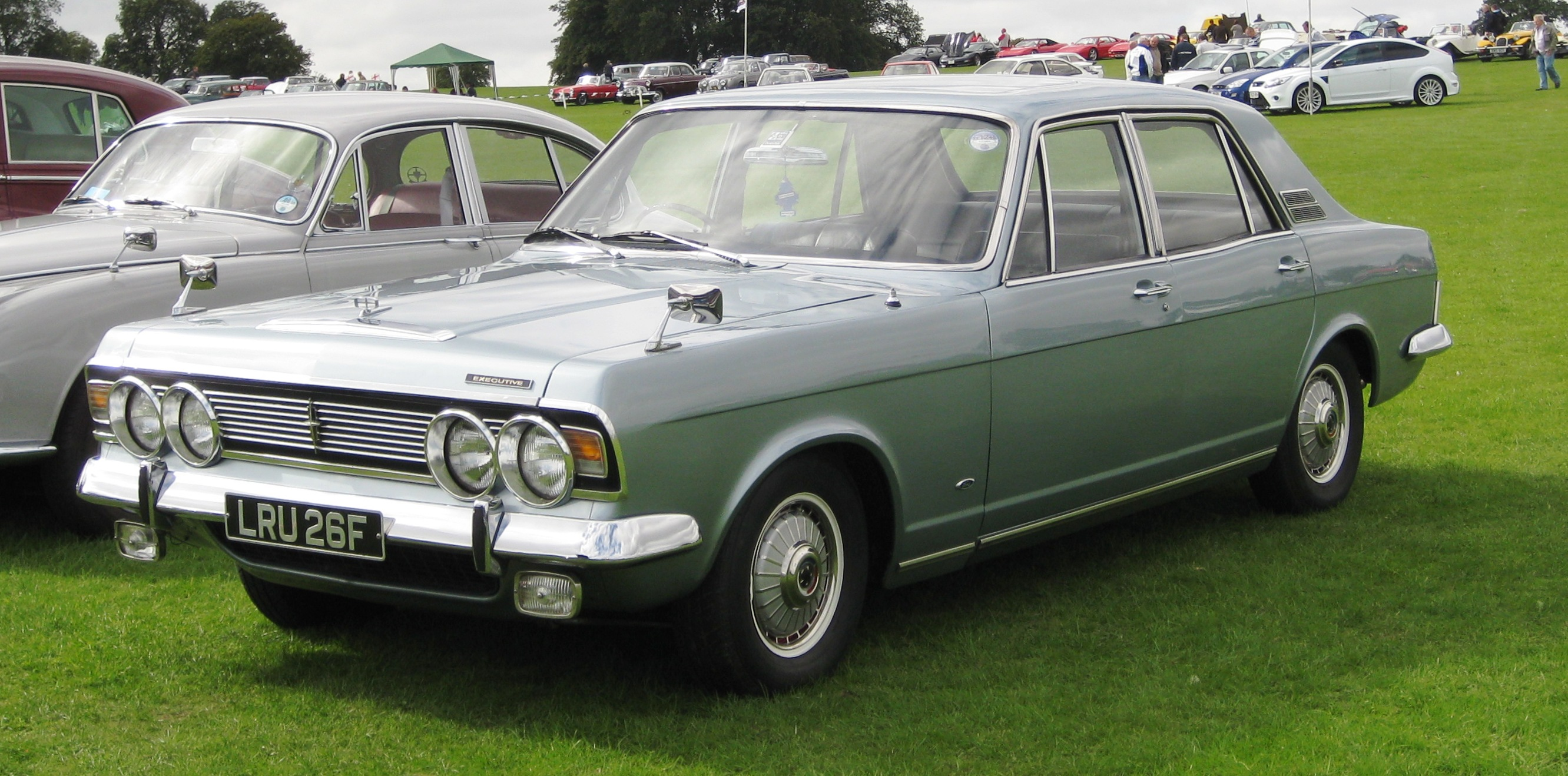
Ford Executive 1967
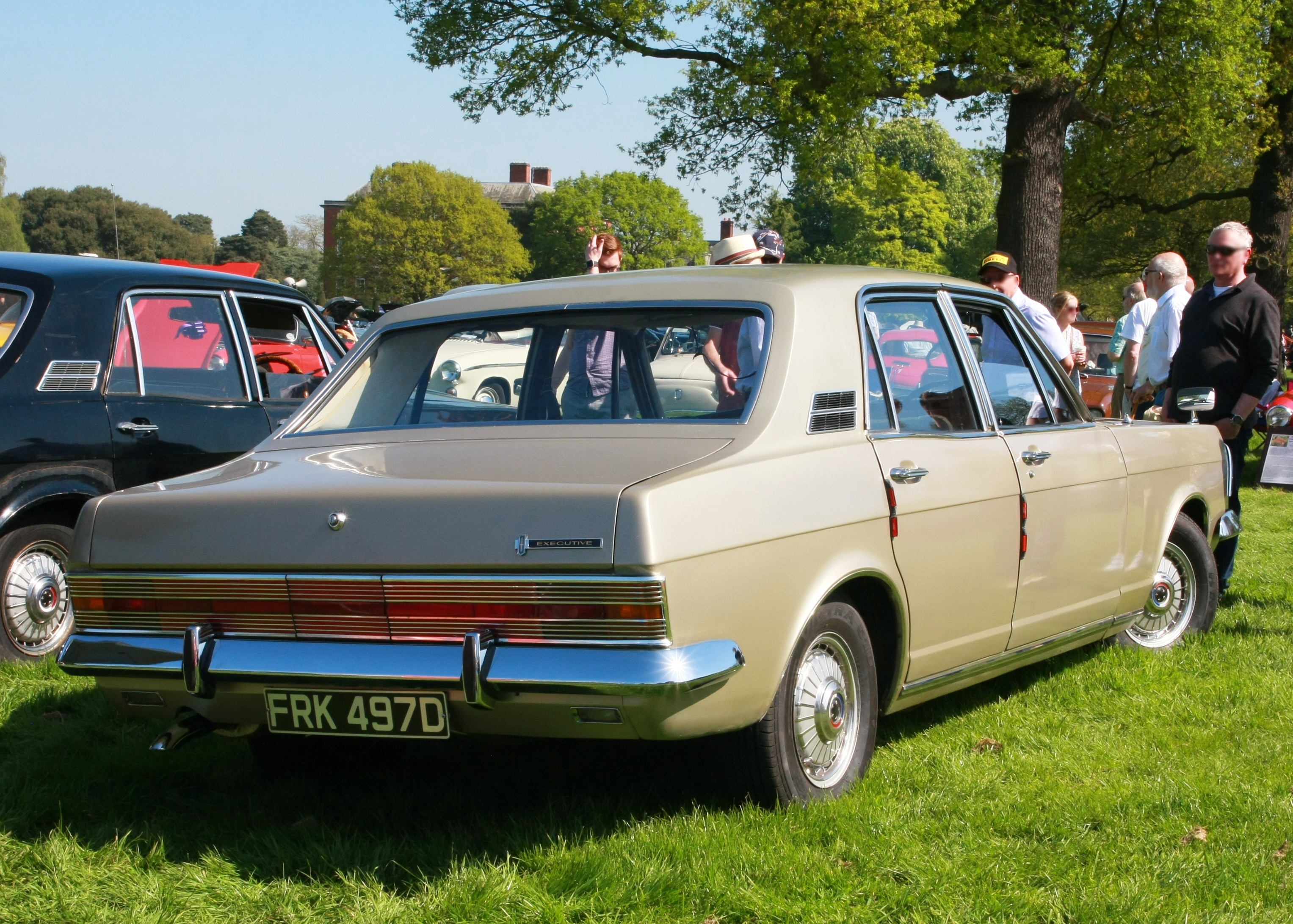
Ford Executive 1966